# سداف
السَّدَّاف أو الكاكابو أو الكاكاب (بالإنجليزية: Kakapo)؛ (بالماورية: Kākāpō، وتعني حرفيًّا بَبَّغاء اللَّيل‏)، والمعروف كذلك بالبَبَّغاء البومة هو نوع من الببغاوات الدَّجويَّة اللَّاطيَّارة الكبيرة التي تعيش على الأرض، والمُمثِّل الوحيد لجنس ببغاوات السَّدَّاف، يتبع فصيلة السَّدَّافيَّات المتوطِّنة في نيوزيلندا.
قد يصل طول السداف إلى 64 سم، مكسوًّا بريشٍ أصفرٍ ضارب على الخضرة، قرص وجهه (القرص الوجهي) مميَّز، وعيون أماميَّة على غرار البومة مع أقراص محيطة بها ريش منسوجٍ نسجًا خاصًّا، ومنقارٍ رماديٍّ كبيرٍ، وأرجلٍ قَصيرةٍ وأقدَامٍ زرقاءَ كبيرةٍ وأجنحة وذَيل قصير نسبيًا: مزيج من السِّمَات ِتجعله فريدًا بين الببغاوات. وَهُوَ الببغاء الأثقل في العالم والوحيد الذي لا يَطير، وهو ذو نشاط ليلي أيضًا، آكل أعشاب، ومُزدَوَجُ الشِّكلِ ازدِوَاجًا وَاضِحًا في قَدِّ الجسم بين الجِنسينِ، وله معدل استقلاب أساسي مُنخَفِضٍ، ولا تَحظَى صِغَارُه بِرِعَايَةٍ أبَوِيَّةٍ. وَهُوَ الببغاء الوحيد الذي يُعَدِّدُ أزواجَهُ عَبرَ تَنَاسُلِ اللِّيك. من المحتمل أن يكون أحد الطيور الأطول عُمرًا في العالم أيضًا؛ يَصِلُ عُمره الافتِراضِيُّ إلى 100 عَامٍ. يزن من 1.5 إلى 3 كيلوغرامات (3.3-6.6 رطل) لِلذكور ومن 0.950 إلى 1.6 كيلوغرام (2.09-3.53 رطل) لِلإناث.
يُظهر السداف تطور متلازمة الجزيرة، مع وجود عدد قليل من الحيوانات المفترسة والطعام الوفير، ويوضح تشريحها تطور الطيور في الجزر المحيطية عموماً، فهو يتمتع بجسم قوي عموماً على حساب قُدرات الطيران، ما يُؤدي إلى انخفاض عضلات الكتف مع اختِزَالِ العارضة على عظم القص. كان الكاكابو - مثل العديد من أنواع الطيور النيوزيلندية الأخرى - مهمًا تاريخيًا للماوري؛ وظهر الطَّائِرُ في العديد من عاداتِهِم التَّقليدِيَّة وأساطيرِهم. وجرى اصطيادها بكثافة واستخدمها شعب الماوري مَورِدًا (لِكُلٍّ من لُحومها وريشها، والتي كانت تُستخدم لِصُنع قطع ملابس عالية القِيمة). نادرًا ما احتُفظ بها حيواناتٍ أليفةٍ.
الكاكابو في خطر شديد؛ مجمل عدد الأفراد البالغين المسجلين هو 249 فردًا حيًّا، وهم معزولون في أربع جزر صغيرة قبالة سواحل نيوزيلندا، طُهرت من الحيوانات المفترسة سلفاً لهذا الغرض. أدى الإدخال السابق للحيوانات المفترسة مثل القطط والجرذان والقوارض والقاقم في أثناء الاستعمار البريطاني إلى القضاء على الكاكابو النادر بالفعل، بعد أن عانى الصيد الجائر من الماوري الأوائل. بدأت جهود الحماية في تسعينيات القرن التاسع عشر، لكنها لم تكن ناجحة حتى تنفيذ برنامج فريق إنقاذ الكاكابو بعد قرنٍ في عام 1995.
يُحتَفَظُ بِمُعظمِ الكاكابو في جزيرتين صغيرتين خاليتين من الحيوانات المفترسة؛ غودفِش وأنكور، حيث تُرَاقَبُ عن كثب، بينما يَجري اختبار جزيرة ليتل باريير مَنزِلًا ثَالِثًا للأنواع.

## التصنيف والتأثيل

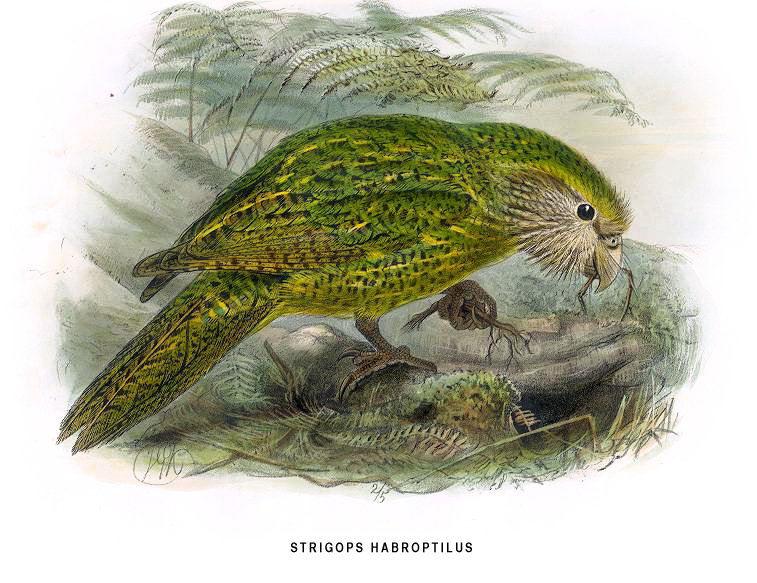
رَسْمٌ تَوْضِيْحِيٌّ لكاكابو من كتاب تاريخ طيور نيوزيلندا لِوَالتَر لُورِي بُولَر، الذي نُشِرَ عام 1873.

أصل اسم (kākāpō) من اللغة الماورية، وهو مشتق من (kākā) «ببغاء» + (pō) «ليل»؛ صيغة الاسم هي مُفردةٌ وجَمعٌ. تُكْتَبُ (Kākāpō) على نحو متزايد بِاللغة الإنجليزية النيوزيلندية باستخدام علامة المد التي تُشْيِرُ إلى أحرف العلة الطويلة.
وصف عالم الطيور الإنجليزي جورج غراي كاكابو في يونيو 1845 وأطلق عليه اسم (الاسم العلمي: Strigops habroptilus). اشتق اسم الجنس «Strigops» من كلمة «strix» الإغريقية؛ «stigos» وتعني بومة، و«ops» وتعني وجه، بينما اسم النوع «habroptilus» يُشتق من «habros» بمعنى ناعم، و«ptilus» بمعنى ريش.
يتمتع الطائر بالعديد من الميزات غير العادية لدرجة أنه وُضِعَ في البداية في قبيلته الخاصة، (الاسم العلمي: Strigopini). أكدت دراسات علم الوراثة العرقي الموقع الفريد لهذا الجنس بالإضافة إلى القرب من كاكة وكيا، وكلاهما ينتميان إلى جنس الببغاء النيوزيلندي النُّسْطُور. صُنِّفت الأنواع الثلاثة حاليًّا ضمن فصيلة منفصلة داخل الببغاوات، السَّدَّافيَّات، أكثر الببغاوات الأساسية الحية.
يُصنَّف كاكابو ضمن ببغاوات نيوزيلاند في فصيلته الخاصة، السَدَّافِيَّات. أصبح الجد المشترك للكاكابو وجنس النُّسْطُور معزولًا عن أنواع الببغاوات المتبقية عندما انفصلت نيوزيلندا عن غندوانا، منذ قرابة 82 مليون سنة. انشقَّ الكاكابو عن جنس النُّسْطُور منذ زهاء 30 مليون سنة.
افترض علماء الطيور وجود علاقة للكاكاب مع البزبور وببغاء الليل استنادًا إلى أن كل منها متماثل في لون الريش، بيد أن الدراسات الجزيئية نقضت هذا الاعتقاد؛ يظهر أن التخفي تكيف مع مسكن الطائر الأرضي الذي تطور مرتين تقاربيًّا.

## الوصف

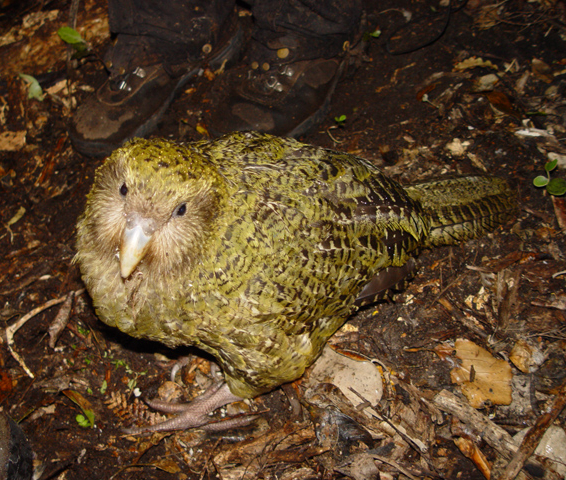
كاكابُو عُمره عامٌ واحِد في جَزيرة كُودفِيش

الكاكابو ببغاء كبير مستدير. تطول البالغات منها من 58 إلى 64 سم (23 إلى 25 بوصة)، وتزن من 0.95 إلى 4 كجم (2 إلى 9 أرطال) عند البلوغ. الذُّكُوْرُ أكبر قدًا من الإِنَاثِ. وُجِدَ أنَّ متوسط أوزان 28 ذكرًا 2 كجم (4.4 رطل) في إحدى الدراسات، وَوُجِدَ أنَّ متوسط أوزان 39 ذكرًا 2.06 كجم (4.5 رطل) في دراسةٍ أُخرى. ووجد في نفس الدراسات أنَّ متوسط أوزان 28 أنثى 1.5 كجم (3.3 رطل) و متوسط أوزان 18 أنثى 1.28 كجم (2.8 رطل) على التَّوَالِي. الكاكابو هو أثقل أنواع الببغاواتِ الحَيَّةِ ويزن في المتوسط قرابة 400 غرام (14 أونصة) وأثقلُ من أكبرِ ببغاءٍ طائرٍ، المَكَّاو اليَاقُوْتِيُّ.
لا يستطيع الكاكابو الطيران، فهو قصير الأجنحة نسبةً لِحجمه ويفتقر إلى العارضة على عظم القص، حيث ترتبطُ عضلات طيران (عضلات الجناح) الطُّيور الأخرى. يستخدم الكاكابو جناحيه لتحقيق التوازن عند القفز من الأشجار. تتراكم كميات كبيرة من الدهون في جسم الكاكابو على عكس العديد من الطيور البرية الأخرى،.
الأجزاءُ العُلوِيَّة من الكاكابو ذاتُ ريشٍ أخضر طُحلبي مُصْفَرٌ مُبَقَّعٌ بِاللَّون الأسود أو الرَّمادي الدَّاكن المائِل إلى البُنِّي، بِمَا يتناغَمُ مع النَّباتات الخَضراء. بعضُ الكاكابات لها درجاتٌ مُتفاوِتَةٌ من التَّبَقُع التناغُم اللَّوني الكثافة اللَّونيَّة؛ تُظهِرُ عيِّناتُ المَتحَفِ أنَّ بعضَ الطُّيور لها لونٌ أصفَرُ تَمامًا. صَّدرُه وأَيطَلَاهُ أخضَرانِ مُصفَرٌّانِ مُخطَّطَانِ بِالأصفَر. البَطن، الرَّقبة والوجه غالِبًا صفراءُ مُخطَّطةٌ بالأخضر البَاهِت ومُرَقَّشٌ بِاللَّون الرَّمادي البُنِّي. لمَّا كان الرِّيش لا يحتاج إلى القوَّة والصَّلابة اللَّازمتين لِلطَيران؛ فهو ناعِمٌ بِصُورة استثنائِيَّة، الذي يُعطي الطَّائِر الاسم المُخَصِّص (الاسم العلمي: habroptilus). لِلكاكابو قُرص وجهٍ ظاهر لِلعَيان مُحاطٌ بالريش مثل وجه البُومة؛ وهكذا، أطلق عليها المُستوطنون الأُوروبيون الأوائل اسم «ببغاء البومة». المنقار مُحاطٌ بِريشٍ رفيعٍ يُشبه الشَّوارب أو الشَّعرة الأنفيَّة. الفكُّ السُّفلي مُتغيِّر اللَّون، غالبًا عاجيٌّ، والفكُّ العُلويُّ غالبًا أزرق رمادي. قدم الكاكابو كبيرٌ، حُرشفيّّ والأصابع مُرتفِقة، أي اثنان يوجهان الأمام واثنان يواجهان الخلف؛ كما في الببغاوات الأُخرى. تُساعد المخالب البارزة الطَّائر في التَّسلق. غالبًا ما تتآكل نهايات ريش الذَّيل من جرِّها بِاستمرار على الأرض.

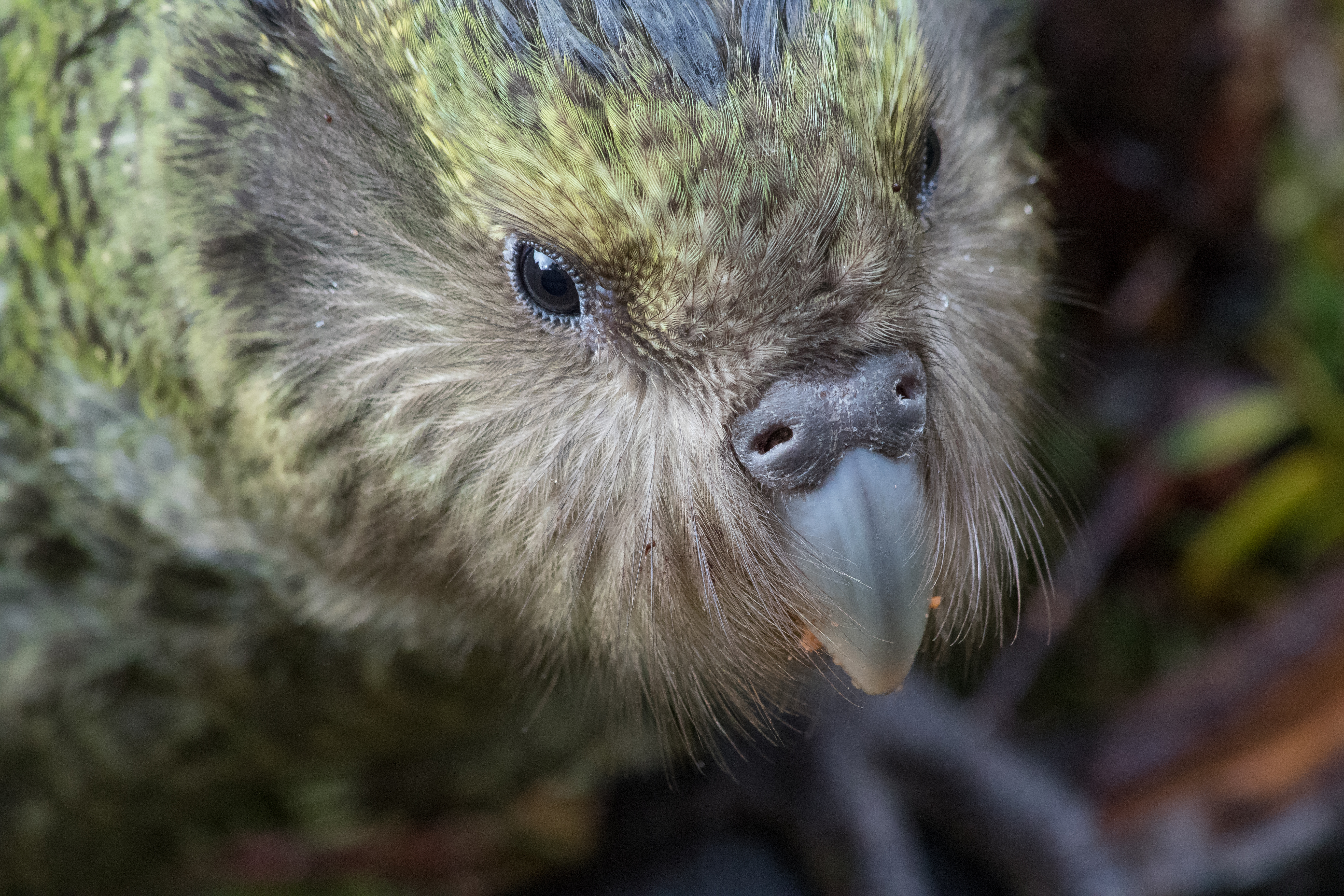
الشُّعَيرَاتُ حول المِنقار.

يُمكِنُ تمييزُ الذَّكر عن الأُنثى بِسُهُلةٍ؛ لِأنَّها تَملِكُ رأسًا ضَيِّقًا وأقلَّ تَقَوُّسًا (تَقَبْقُبًا)، ومنقارًا أطول نسبيًّا؛ قصيرُ القِيرِ والمِنخران، والسَّاقان والقدمَان رفيعَانِ وأكثرُ رصَاصِيَّةً مُرَّدَةً، وذيلٌ أطول نسبيًّا. رغم أنَّ لون رِيشها لا يختلفُ كثيرًا عن الذُّكُور، إلا أنَّ ألوانه أكثرُ دِقَّةً، وأقلُّ صُفرَةً وتَبَقُّعًا. الإناثُ المُعشِّيشَة لها «رُقْعَةُ الحَضنَة» في بَطنِهَا.
تُريَّش صِغارُ الكاكابو بِزغبٍ أبيضَ رمادِيٍّ، بِحيث يُرى جِلدُها الوَردِيُّ بِسُهُولةٍ. يكتملُ ترَيُّشِها في يومها السَّبعين تقريبًا. يَميلُ لون ريش اليَافِعَة منها إلى اللَّون الأخضر البَاهِت، ووجود علامات سودَاء داكِنة، وأقلُّ صُفرَةً. كما أنَّها مُتَمَايِزَةٌ؛ لأنَّها: قَصِيرَةُ الذُّيُل، الأجنِحة والمَناقِير. في هذه المَرحلة، لديها حلقة من الرِّيش الصَّغير تُحيط بِقزحيَّةِ العَين تُشبه الرُّمُوش.
لِلكَاكابو نداءاتٌ مُتنَوِّعَةٌ مِثلَ العديد من الببغاوات الأُخرى؛ مِثلَ: الدَّوِي (انظُر أسفلًا لِسماع التَّسجيل)، و «تِشينج» لِنداءاتِ التَّزاوج وغالبًا ما تصرُخ بِصوتٍ عالٍ.
لِكاكابو حاسَّةُ شَمٍّ مُتَطَوِّرة تُناسبُ نِظَام حياته اللَّيلي. يُمكِنه التَّمييزُ بين الرَّوائِح عند البحثِ عن الطَّعام، وهو سُلُوكٌ مَوجُودٌ في نوعٍ واحِدٍ فقط في الببغاوات. ولِلطائِر أكبرُ بُصَيْلَةٍ شَمِّيَّةٍ نِسبيًّا تدُلُّ على تطوُّر حاسَّةُ الشَّمِّ لها. واحدةٌ من أهمِّ صِفات الطَّائِر اللَّافتة لِلنظر هي تمييزُه الرَّوَائِحَ الكَريهةََ عن العَطِرةِ منها. غالبًا ما تُنبِّه حاسَّةُُ الطًّائر إلى وُجود الحيوانات المُفترِسة.
لائمت حاسةُ سمعه الحياةَ الدجوية. سَقْفُه البَصَرِيٌّ، النَّواةُ المُدَوَّرَة وقِشْرَةُ المُخِّ (الرِّيطَةُ) أصغرُ قَدًّا بِالنِّسبةِ للدِماغِ؛ مُقارَنَةً بِالببغاوات النَّهارِيَّة الأُخرى. تشتركُ شبكيَّة عينِها في بعض الصِّفات مع تلك الموجُودة في الطُّيور الدَّجَوِيَّة الأُخرى، ولكنها تتمتَّعُ أيضًا ببعض الصِّفات المُميِّزة لِلطُيور النَّهارِيَّة، مَا يجعلُها تعملُ بِصورة أفضل حول الشفق. تسمحُ هذه التَّكَيُّفَات لِلكاكابُو تَعزيزَ حساسيَّة الضَّوء ولكن مع ضعف حدَّة البَصر.

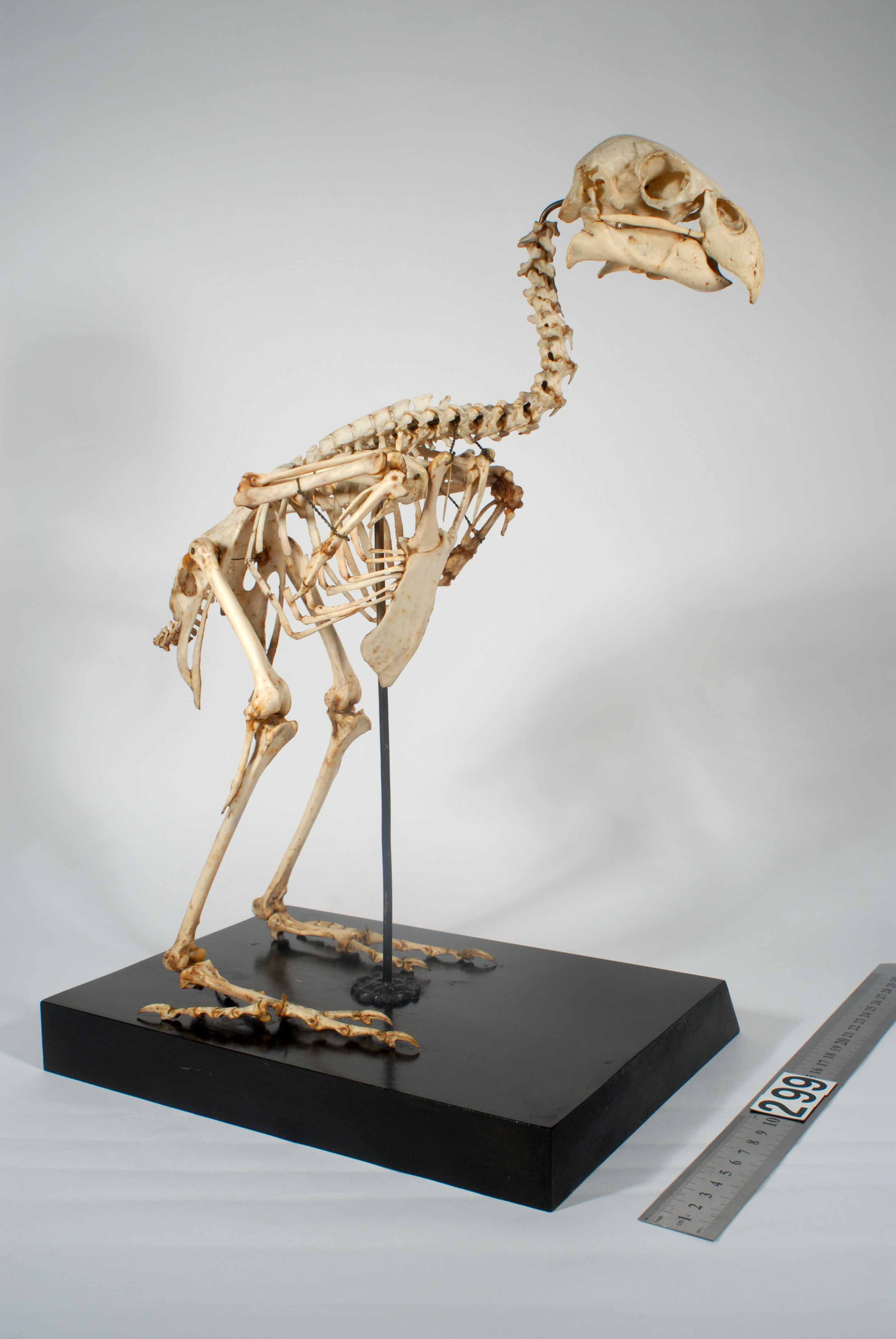
الهيكل العظمي لِلكاكابو؛ (لاحِظ أنَّ العَارِضَةَ مَفقودَةٌ لدى الطَّائِِرِ).

### التشريح الداخلي
يختَلفُ الهَيكلُ العَظمِي للكاكابو عن الببَّغاوَات الأُخرى تَعَلُّقًا بِالطَّيَرانِ؛ أوّلًًا: لَديه أصغرُ جَناحينِ قَدًّا بين طُيُورِ رُتبَتِه، انمازَ هَذان الجناحانِ: بالقُصرِ، أكثرُ استِدَارةً، أقلُّ تَنَاظُرًا والأُسَيلَاتِ (الزَّغَبِ) أقلُّ تَبَاعُدًا لِضَبِّ الرِّيشِ مُجتَمعًا. عظمُ القَصِِّّ صغيرٌ ولَه عارِضَةٌ أثرِيَّةٌ وعَمُودٌ فَقَرِيٌّ أقصرَ. الفُرَيقَةُ غيرُ مُلتَحِمَةٍ، لَكِنَّ زَوجَا عَظمِ التُّرقُوَةِ يمتَدَّانِ مع عَظمَي الغُرَابِي؛ كَمَا في تَركيبِ بعض الطُّيُورِ اللَّاطيَّارة الأخرى، وبعض البَبَّغَاوَاتِ الطَّيَّارة. الزَّاوِيَةُ بين الغُرَابي وعَظمِ القَصِّ وَاسِعَةٌ؛ كَمَا في بَقِيَّةِ الطُّيُورِ غير الطَّائِرة الأُخرى. الكاكابو لديه حَوضٌ أكبرُ من الببغاوات الأُخرى. مُتَاخَمَةُ عَظْمَي السَّاقِ والجَنَاحِ بَعضَهُما بِصُورةٍ غيرِ مُتَنَاسِقَةِ الطُّولِ، وتباعُدِ المُكَوِّنَاتِ بِصُورةٍ غيرِ مُتَنَاسِقَةِ القُصرِ.
العضلةُ الصَّدرِيَّة الكبيرة لِلكَاكابو مُحَوَّرةٌ لِعَدَمِ قُدرتها على الطَّيران. العضلة فَوق الغُرابية والعضلة الصَّدرِيَّة الكبيرة مُختَزَلَتَانِ. هناك عضلةٌ وقواقية رأسيَّة ترقويَّة بارزةٌ ترتبط بالحوصلة الكبيرة. القَصُّ الغُرَابِيُّ وترِيٌّ. لا تمتلك العضلة الغشائيَّة الجناحيَّة الوتريَّة الطويلة بطنًا عضليًا مستقلًا.

### الوراثة
عندما مَرَّ الطَّائِرُ عَبرَ عُنق الزُّجَاجةِ السُّكَّانيَّةِ: انخفضَ عددُ أفرادِه في العالم إلى 49 طائرًا، وتَوالدُوا دَاخِليًّا وعَانَوا تَنوُّعًا جِينيًّا مُنخَفِضًا. يتجلَّى ذلك في انخفاض مُقاومة الأمراض ومشاكل الخُصوبَة؛ 40٪ من بَيض الكاكابو مُصَابٌ بِالعُقمِ. كان مَشرُوع 125 كاكابو يهدُف مُنذُ عام 2015 إلى تَسَلسُلِ المجموع المُوَرِّثي لِطُيُور الكاكابو الحيَّة، وكذلك لِبَعضِ العَيِّنَاتِ الحيويّة - وهي المرة الأولى التي يكتَمِل فيها تَسَلسُلُ الجينيوم لِنوعٍ كامل. المشروع قام بتعاون بين جامعة ديوك ومختبر نيوزيلاند جينوم في دنيدن.

## الانتشار
توزَّعت الكاكابات في جميع أنحاء جزيرتي نيوزيلندا الرئيستين قبل وصول البشر. مع أنها قد تكون قد سكنت جزيرة ستيوارت قبل وُصُولِهم، إلا أنها لم يُعْثَرْ عليها حتى الآن في مجموعات الأحافير الرَّاهِنَة من هناك. تعيش طُيور الكاكابو في مواطنَ مُتنوعةٍ؛ تَشملُ: العُشب الأجمي، أراضي الآجام والأراضي السَّاحِليَّة. وهي تتوطن الغاباتَ ذاتَ الأشجارِ المعلاقية؛ (الرِّيمُو، الصَّنَوبَرُ الأَبيض ومِعْلَاقَةُ توتارا)، أشجار الزَّان الجنوبية، تاوا والشَّمَرْدَاس المِظَلِّيَّة. أصبحت مِساحاتُ الانهيار الثلجي وانزلاق الحطام وإثمار الغطاء النباتي في فيوردلَند تعرف باسم «حدائق كاكابو».
يُعدُّ الكاكابو «أخِصَّائِيَّ مَوَائِلَ». مع أنَّهُ مَعزولٌ في جُزُرٍ خاليَةٍ من المُفتَرِسات، كانت هذه الطيور في يَوم من الأيَّام قَادرةً على العَيش في أي مَناخٍ تَقريبًا مَوجود في جُزر نيوزيلندا. نجت من الصَّيف الجاف الحار في الجزيرة الشمالية بالإضافة إلى درجات حرارة الشِّتاء الباردة في مناطق جِبال الألب في فيوردلَند. يبدو أن الكاكابو فضَّل خشب الزان عريض الأوراق أو الجبلي وغابة توتارا هال مع فصول الشتاء المعتدلة والأمطار الغزيرة، لكن الأنواع لم تكن ساكِنَةً للغاباتٍ حصريًّا.

## الخصائص الأحيائية البيئية
الكاكابو طائر ليلي. يجثم تحت سِترِ الأشجارِ أو على الأرضِ في أثناء النهار ويتنقل في مناطقه ليلًا.
الكاكابو مُتسَلِّقٌ ممتاز وذلك مع أنه لا يستطيع الطيران، فهو يصعدُ إلى قِمَّةِ الأشجَارِ الأطول. ويُمكِنهُ «القفز بالمظلة» أيضًا - أي النزول من خلال القفز وفرد أجنحته. ويمكن أن ينتقل بهذه الطريقة بضعة أمتار بزاويةٍ أقلَّ من 45 دَرجة. مع أن 3.3٪ فقط من كتلته تتكون من عضلة صدرية؛ فليس من المُستَغرَبِ أنَّ الكاكابو لا يستطيع استخدام أجنحته لرفع جسمه الثقيل عن الأرض. وهي ذات  مُحَفِّزاتٌ أيضِيَّةٌ مُنخفِضةٌ للغاية مقارنة بالطيور الطائرة بسبب عجزها عن الطيران. وهو قادر على البقاء على قيد الحياة بالاعتماد على مصادر غذائية قليلة جدًا أو مُنخفضةَ الجودةِ. على عكس معظم أنواع الطيور الأخرى، فإن الكاكابو طَائِرٌ عَاشِبٌ، ويتغذى على الفاكهة والبذور والأوراق والسيقان والجذور. عند البحث عن الطعام، يميل الكاكابو إلى ترك حشوات من الألياف على شكل هلال في النبات خلفها، تسمى «علامات التصفح».
بعد أن فقدت القدرة على الطيران، طَوَّرَتْ أرجُلًا قَويَّةً. غالبًا ما يكون التحرك عن طريق مشية «شبيهة بالهرولة» يمكنها من خلالها التحرك لعدة كيلومترات. لُوحِظَت أُنثَى كاكابو تقوم بِرحلَتين ذهابًا وإيابًا كُلَّ ليلةٍ في أثناء التعشيش من عُشِّهَا إلى مصدر غِذاء يصل إلى كيلومتر واحد (0.6 ميل)، وقد يسير الذَّكَرُ مِن نِطَاقِ مَوطِنِه إلى ساحة تزَاوُج تصل إلى 5 كيلومترات (3 ميل) خلال مَوسِم التَّزاوُج (أكتوبر-يناير).

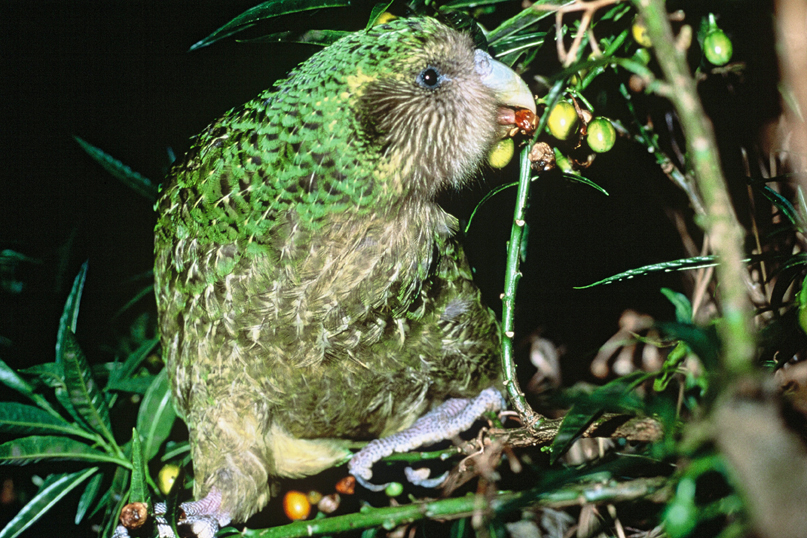
سَدَّاف يُدعى تريفور يتغذى على ثمار الباذنجان الأسترالي، جزيرة مود.

تُلاطِفُ الطُّيور الصَّغيرة بَعضَهَا في اللَّعِب، وغالبًا ما يَغلُق طائِرٌ عُنق آخر تحت ذَقنه. الكاكابو فُضوليٌّ بِطبيعته ومن المعروف أنَّه يتفاعل مع البشر. يَعمَلُ مُوظَّفُو ومتطوعو الحِمَايَةِ عَمَلًا مُكثَّفًا مع بعض الكاكابو، التي لها شخصياتٌ مُميِّزَة.
كان الكاكابو نوعًا ناجحًا جدًا في نيوزيلندا قبل وُصُلِ البَشَر، وكان مُتَأقلِمًا لِتجنُبِ الطُّيور الجَارِحة التي كان الطَّائِر مُفتَرِسَهَا الوَحيد. أَهَمُّ الطُّيُورِ الجَارِحَةِ في نيوزيلندا قبل وُصُلِ البَشَر هِيَ: الصَّقرُ الزِّيلَندِي، عُقَاب هاآست وعُقَيِّبُ إِيلز. كانت هذه الطُّيور الجَارِحة تُحَلِّقتُ في السَّمَاءِ بَحثًا عَنِ الفَريسَةِ نَّهَارًا، ولِيَتجَنَّبَهَا طائِرُ الكَاكَابو طَوَّرَ رِيشًا مُمَوَّهًا وأصبَح لَيلَيًّا. عندما يشعر الكاكابو بِالتَّهدِيدِ، فإنَّه يَجمُد، بحيث يُمَوَّهُ تَمْوِيُهًا أكثر فَاعلية في الغِطاء النَّباتي الذي يُشبهُ رِيشهُ. لم يكُنِ الكاكابو آمنًا تَمامًا في اللَّيل، عِندما كانت البُومَةُ الضَّاحِكَةُ نَشِطَةً، ومن الوَاضِح من رواسِب عِشِّ البُومة عَلى مُنحدراتِ الحَجر الجِّيرِيِّ في كانتربري أنَّ الكاكابو كان من بين فَرائسها.
أدخل البَشرُ الحَيوَانَات المُفتَرِسَة إلى نيوزيلندا. يَصطادُ الطَّائِرُ بِصُورةٍ مُختَلِفَةٍ عن الثَّديِّيات، اعتِمادًا على رُؤيتها القَويَّة لِلعُثُورِ على الفَريسة، بِالتالي فَهو يَصطادُ عَادةً فِي النَّهار. غالبًا ما تصطاد الثدييات المُفترسة ليلًا (على عكس الطيور) وتعتمدُ على حاسَّة الشَّمِّ والسَّمع لِلعُثُورِ على فريستها؛ كانت الطريقة الشَّائعة لدَى البَشر لِاصطياد الكاكابو هي إطلاقُ الكلاب المُدَرَّبَة.

### التناسل ودورة الحياة

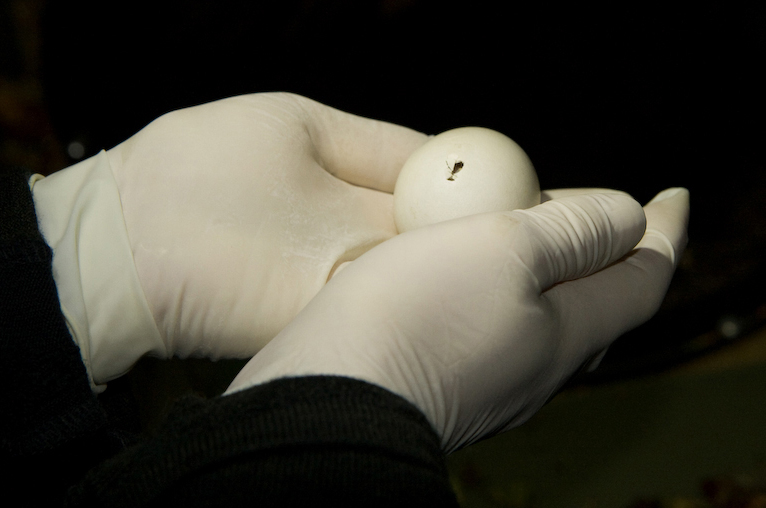
فقسُ بيضَة الكاكابو.

الكاكابو هُو البَبَّغاءُ الوَحيد الذي لا يطير في العالم، والطَّائرُ الوَحيدُ الذي لا يطير والذي لديه طريقةُ التَّنَاسُل ليك. يَجتَمعُ الذُّكُور تَجَمُّعًا غير مُنتَظِمٍ في السَّاحةِ ويتنافَسُون لِجذب الإناثِ. تستمع الإناثُ إلى الذُّكُورِ في أثناء «عرضها»، أو «اللِّيك».
تَذهَبُ الذُّكورُ خِلال موسِم التَّوَدُّدِ إلى قِمَمِ التِّلَالِ وحَوَافِهَا حيثُ ينشئُونَ ملاعب تزاوجهم. يُمكن أن تصِلَ قِطعَةُ الأرضِ إلى مَسافة 5 كيلومترات (3 أميال) مِن مِنطَقةِ الطَّائِرِ ويبلُغ مُتوسِّطُ المسافةِ بينها 50 مترًا داخل القِطعَة. يبقى الذكور في المِنطقة طوال مَوسمِ التَّوَدُّدِ. يُقاتِلُ الذُّكور مُحَاوَلةَ تَأمِين أفضل المناطِقِ في بداية موسم التَّزَوُجِ. تُواجِهُ الذُّكورُ بَعضَهَا بِالرِّيشِ المُرتَفِعِ والأجنِحة المَفْرُدَةِ والمَنَاقِيرِ المَفتُوحَةِ والمَخَالِبِ المُسَنَّنَةِ والصُّرَاخِ العِالِي والزَّمجَرَة. قد يتسببُ القِتَالُ إصابةَ الطُّيور أو حتَّى قَتلها. يحدُث التَّزاوُج كُلَّ خَمسِ سَنواتٍ تقريبًا، مع نُضجِ ثِمارِ الرِّيمُو. تُجرِي الذُّكور في سَنةِ التَّزاوُج نِدَاءَاتٍ «دَوِيًّا» لِمُدة تراوح من 6 إلى 8 ساعات كُل ليلة لأكثر من أربعةِ أشهُر.
تَتكوَّن كُلُّ قِطعَةٍ من منخفض أو أكثر على شكل صَحنٍ أو سُلطَانِيَّةٍ حَفرها الذُّكور في الأرضِ بِعُمقٍ يَصِلُ إلى 10 سنتيمترات وطويلة بما يكفي لِتُناسِب نِصف متر من طول الطَّائِرِ. الكاكابو أحدُ الطُّيُورِ التي تُشَيِّدُ اللِّيكَ الخاص بِها. غالبًا ما يُنشِئُ الطَّائِرِ السُّلطَانِيَّات جِوَارَ الأسطُح الصَّخرِيَّةِ أو الرُّكَام أو جُذُوعِ الأشجَار لِلمُساعَدَةِ فِي عَكس الصَّوتِ: تعملُ السُّلطَانِيَّات مُكبِّرَاتَ صَوتٍ لِتَحسِين تَسلِيط نِداءَات التَّزاوج المُدَوِّيَّةِ لِلذُكُور. تَتَّصِلُ قِطعةُ كُلِّ ذَكرٍ بِشبكَةٍ مِن المَمرَّاتِ أو المَسارَات التي قد تمتدُّ 50 مترًا على طول سِلسِلةِ من التِّلالِ أو حَوَافِهَا، و 20 مترًا حول قِمَّة التَّلِّ.
تُصدِر الذُّكورُ نِداءَاتٍ صَاخِبَةٍ مُنخَفِضَة التَّرَدُّدِ (أقلَّ من 100 هرتز) من سُلطَانِيَّاتِهِم عبر نفخِ الكِيسِ الصَّدرِي، لِجذب الإناث. تبدأ مع هَمهَماتٍ مُنخفِضةٍ، والتي تزداد في الحجم مع تضَخُّم الكِيس. بعد سلسلة من 20 دويًّا عاليًا، يصدر ذكر الكاكابو صوتًا رَنَّانًا عاليَ التَّرَدُّدِ. يقف لِفترةٍ قصيرةٍ قبل أن يخفضُ رأسَه مرَّةً أخرى، وينفخ صدره ويبدأُ سِلسِلةً أُخرى من الدَّوي. يُمكن سَماع الدَّوي على بعد كيلومتر واحد (0.62 ميل) على الأقل في ليلةٍ هادِئةٍ؛ يمكن أن تحمل الرِّياح الصَّوت على الأقل 5 كيلومترات (3.1 ميل).
تنجذِبُ الإناث إلى دَوِي الذُّكور المُتنافِسَة؛ اللَّذين قد يحتاجُون إلى المَشي عِدَّة كيلومترات مِن أراضِيهم إلى السَّاحَة. يؤدي الذكر عرضًا يهز فيه من جانب إلى آخر ويصدر أصوات نقرٍ بِمنقَارِه بِمُجرَّد أن تدخُل الأُنثى سَاحة أحدِ الذُّكور. يُدير ظَهره لِلأُنثى، وينشرُ جَناحَيهِ ويمشِي لِلخلفِ نَحوَها. بعد ذلك يمتَطِي الذَّكر ظَهر الأُنثَى ويحصُل الجَماع لِمَدَّةِ 40 دَقيقةٍ أو أكثَر.

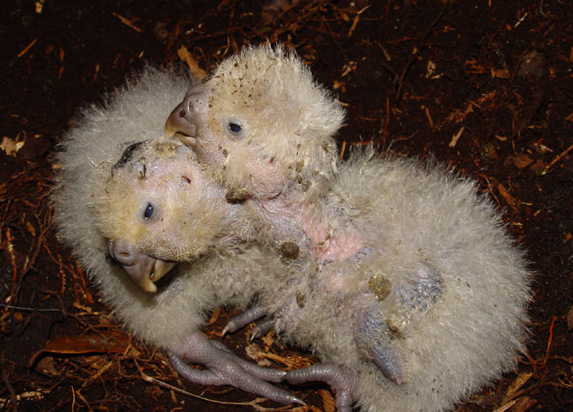
كَتَاكِيتُ الكاكابو.

تضع أُنثى الكاكابو من 1 إلى 4 بيضَاتٍ كُلَّ مَوسِم تَفرِيخٍ، وفي العادةِ يفصلُ بين البيضة والأُخرى عدَّة أيامٍ. تُعشِّشُ على الأرض تحت غِطاء النَّباتات أو في تجَاويفٍ مثل جُذوع الأشجار المُجوَّفة. تَرخَمُ الأُنثى البيض بِأمانٍ لكنها تضطَرَّ تركهُ كُلَّ ليلةٍ بحثًا عن الطَّعام. من المعروف أنَّ الحيوانات المُفترسة تأكُل البيض، كما يُمكن للأجنَّة الموجودة داخل البيضِ أن تموتَ بردًا في غياب الأُم. يفقس بيض الكاكابو عادةً في غُضون 30 يومًا، ويُخرِجُ كتاكيتًا رماديَّةً زَغَبًا عَاجِزةً. بعد أن يفقس البيض، تُطعم الأنثى الكتاكيت لِمدَّة ثلاثةِ أشهرٍ، وتبقى الكتاكيت مع الأنثى لِبضعة أشهر بعد أن تُرَيِّشَ.
الكاكابو طَيرٌ مُعَمِّرٌ، ويبلغُ مُتوسِّط عُمره 60 عَامًا، ويميل إلى سن المُراهَقة قبل أن يَبدأ في التَّكاثُر. يبدأ الذكور في النُّضجِ في سن الخامسة تقريبًا. كان يُعتقدُ أنَّ الإناث يَبلُغْنَ مرحلةَ النُّضجِ الجِنسي في سِنِ 9 سنواتِ، ولكن سُجِّلَت أربعُ إناثٍ في الخامسة من العمر تتكاثَرُ. لا يتكاثر الكاكابو كُل عامٍ، ولديه أقلُّ مُعدلاتٍ تَزَاوُجٍ بين الطَّيور. يحدث التَزَاوُجٍ فقط في سَنواتِ الثمر الحراجي، مَا يوفِّرُ إمداداتٍ غذائيَّةٍ وفيرةٍ. يحدث صَارِي الرِّيمو كُلَّ ثلاث إلى خمس سنوات فقَط، لِذلك في أغلبِ غَاباتِ الرِّيمو، مثل تلك الموجودة في جزيرة غُودفِش، يحدث تَكاثُر الكَاكابُو بِصُورة نَادِرَة.
جانب آخر من طَرِيقَةِ تَنَاسُلِ الكاكابو هو أن الأنثى يُمكن أن تُغَيِّرَ نسبة جنس نَسلها حسب حالتهَا. تُنتجُ الأنثى التي تتمتَّعُ بِحالةٍ جَيِّدَةٍ ذُرِّيَّةً أكثر من الذُّكور (يزيدُ وَزن جسم الذُّكور بِنسبة 30٪ إلى 40٪ عن الإناث). تُنتِجُ الإناثُ ذُرِّيَّةً مُتحيِّزةً تِجاه الجِنس المُشَتَّت عندما تكون المُنافسة على الموارد (مثل الطَّعام) عاليةً ونحو الجنس غير المُشَتَّت عندما يكون الطعام وفيرًا. من المُحتمل أن تكون أُنثى الكاكابو قادرةً على إنتاج بيضٍ حتَّى عندما تكون الموارد قليلةً، في حين أنَّ ذكر الكاكابو سيكون أكثر قُدرةً على إدَامة النَّوع عِندما يكون هُناك وفرة؛ عبر التَّزاوُج مع عِدَّة إناثٍ. هذا يدعم فرضيَّة تريفرس-ويلارد. العلاقة بين نِسبة الجِنس القابض والنِّظام الغذائِي لِلأُمهات لها آثارٌ على الاعتِدَالِ؛ لأن الأفراد الأَسرى الذين يحافظون على نِظَامٍ غِذائِيٍّ عالي الجودة سينتجون عددًا أقلَّ من الإناث، بِالتَّالي عددًا أقل من الأفراد ذَوي القِيمة لإنقاذِ النَّوع.

### الغذاء
مِنقَارُ الكاكابو مُتَأقلِمٌ لِطَحنِ الطَّعَامِ نَاعِمًا. لدى الكاكابو لِهذا السَّبب قَوانِصٌ صَغيرةٌ جِدًا مُقارنَةً بِالطُّيُورِ الأُخرَى قَدًّا. الطَّائِرُ حَيُوَانٌ عَاشِب يأكُل النباتات المَحليَّة والبُزُور والفَواكِه وحُبوبَ اللُّقاح وحتَّى نُسْغَ الخَشَبِ. حَدَّدَت دِراسَةٌ في عام 1984 أنَّ 25 نَوعًا من النَّباتَات هي قُوتُ الكاكابو. يُحِبُّ الطَّائرُ ثِمَارَ شَجَرَة الرِّيمُو حُبًّا جمًّا، ويتغذَّى عليها خِلال المَواسم التي تكون فيها وفيرةً. يُزِيل الكاكابو الأجزَاءَ المُغذيَةَ من النَّبَاتِ بِمِنقَارِهِ تَارِكًا كُتَلًا من الأليَافِ عَسِرَةَ الهَضمِ. هذه الكُتَل الصَّغيرة من الأليافِ النَّباتيَّةِ هي عَلامةٌ مُمَيَّزٌَ على وُجودِ الطَّائِر. يَستخدِمُ الكَاكَابو البَكتِيرِيا المَوجُودةَ في الأمعَاء الأماميَّة لِلتَخَمُّرِ والمُسَاعَدَةِ في هَضم المَادَّة النَّباتيَّة.
يتغيَّرُ نِظَامُ الكاكابو الغِذائِي حسبَ المَوسِمِ. تَضُمُّ النَّباتات التي يَتَنَاوَلُهَا الطَّائِرُ خلال العام بَعضَ أنواعِ جِنسِ الخُدْرِيَّةِ. غالبًا ما يتعاملُ مع النباتات الخَاصَّة من نفسِ النَّوع تعامُلًا مُختلفًا قُوتًا. يترك الطَّائِرِ دَلِيلًا على أنشِطَة التَّغذِيَة الخَاصَّة بِه، على طُول مَناطِق التَّغذِيَة التي تُراوح بين 10 × 10 أمتار و 50 × 100 متر لكل فَردٍ.
دُرس النجو المُستحجر المحفوظ من كاكابو لِلحُصول على معلومات عن النظام الغذائي التاريخي لِهذه الطيور. حدَّد هذا البحث 67 نوعًا نباتيًّا واطنًا لم تُسجَّل سابقًا مصادرَ غذائيَّة لِلطائر بما فيها النَّباتات الطُّفيليَّة الواطنة بِالإضافة إلى وردة الخشب.

## الحماية
تُشِيرُ سِجِلَّاتُ الحَفرياتِ إلى أنَّ الكاكابو كان في عصور ما قبل بولينيزيا ثالث أكثر الطيور شيوعًا في نيوزيلندا، وكان مُنتشرًا في جميع الجُزر الرئيسة الثلاث. انخفضت جُمهُرة الكاكابو في نيوزيلندا أنخِفاضًا كَبِيرًا مُنذُ الاستيطان البشري في البلاد، ولا تزال حالةُ الحِماية التي صَنَّفَتها وِزارة الحِماية «حَرِجَةٌ عَلَى الصَّعِيْدِ الوَطَنِيِّ». مُنذُ تسعينيات القرن التاسع عشر، بُذِلَت جُهودُ الحِمَاية لِمَنع انقراض الطَّائِر. كان البرنامجُ الأكثر نَجاحًا هو «فريق إنقاذ كاكابو». نُفِّذَ هذا في عام 1995 وما زال مُستمِرًّا حتى يومِنا هذا. الكاكابو مَحمِيٌّ تمامًا بِمُوجَبِ قانُون الحياة البرية النيوزيلندي لعام 1953. هذا النَّوعُ مُدرَجٌ أيضًا في المُلحقِ الأول من معاهدة التجارة العالمية لأصناف الحيوان والنبات البري المهدد بالانقراض (CITES) ما يعني أنَّ التَّصدير/الاستِيراد الدُّولِي (بما في ذلك الأجزاء والمُشتَقَّات) مُنَظَّمٌ.

### تأثير البشر

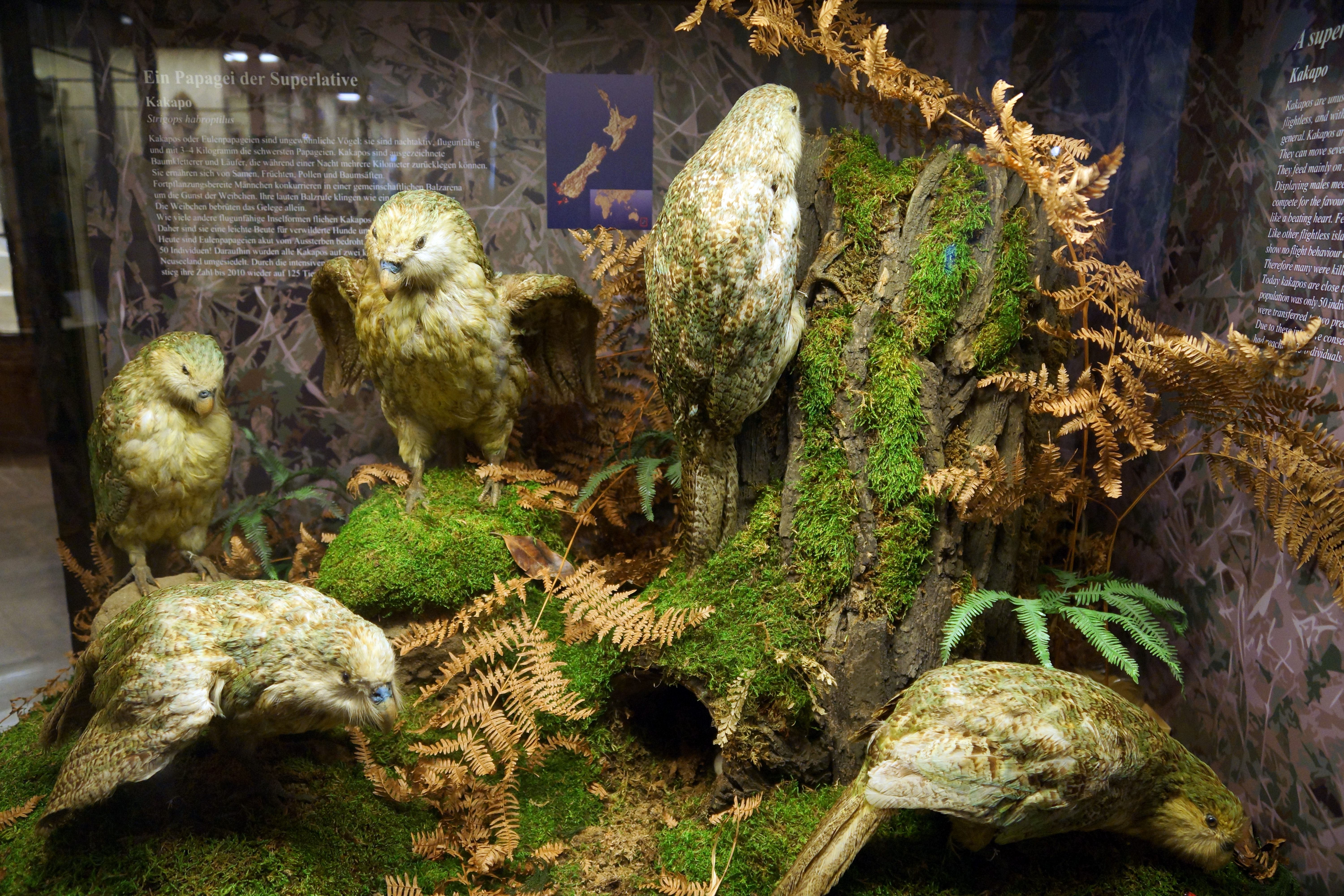
عَيِّنَةٌ حَيْوَانِيَّةٌ فِي مَتحف التَّاريخ الطَّبيعيِّ لِفيينَّا؛ جُمِعَتِ الآلافُ مِن الكاكابُو لِلمتَاحِف فِي جَميعِ أنحَاء العَالم.

كَان وُصولُ البَشر العَاملَ الأَولُ فِي انحِطَاطِ الكَاكابو. ذَكَرَتِ الأَسَاطيرُ الماوريَّةُ أنَّة عُثر على الكاكابُو في جَميع أنحَاء البِلاد عِندما وصَل البُولينيزيون أولِ مرَّة إلى أوتياروا مُنذُ 700 عَام. تُظهرُ الرَّواسِبُ الأُحفُورِيَّةُ والمَخفيَّةُ أنَّ الطَّائرَ كانَ مَوجودًا فِي أنحَاء الجَزيرَة الشَّماليَّة كلها وفي الجزيرة الجنوبيَّة كذلك قَبل أزمَان الماوريِّ المُبكِّرَة وفي أثنائها. كان شَعبُ الماوري يصطادُ الكاكابو من أجلِ لحمها وجِلدهَا ورِيشِهَا؛ والذي كانَ يُصنَع مِنهُ العَباءَات.
كان الكاكابو فَريسةً سهلةً لِلماوري وكِلابِهم نَظرًا لعدَم قُدرتِها على الطَّيرانِ ورائِحتِها القويَّة وعادات التجميد عند التهديد. وافتَرسَ الجُرَذُ البُولِنيزيَانِي بيضَها وفِراخَها، الذي جلبَه الماوريُّون إلى نِيوزيلندا بِاعتباره مُسافرًا خِلسَة. عِلاوةً على ذلِك، أدَّتِ الإزالة المُتعمدَةُ لِلغِطاء النَّباتِيِّ من قِبل الماوري إلى تقليلِ النِّطَاق الصَّالح لأفرادِ الكاكابو. ومع أنَّ الكاكابو انقرضَ في أجزاءٍ كثيرةٍ مِن الجُزر بِحلول الوقتِ الذي وصَل فيه الأوروبيون، بما في ذلك سلسلتي تاراوا وأورانجي، إلا أنَّه كان مُتوفرًا مَحليًا في أجزاء من نيوزيلندا، مثل وسط الجزيرة الشَّمالية والأجزاء الحرجية من الجَّزيرة الجنوبية.
انخفضت أعداد الكاكابو انخفاضًا بعد الاستعمَار الأوربيِّ أكبر من زمنَ مستوطَنة الماوري. طَهَّرَ مستوطنو باكيها ابتداءً من أربعينيات القرن التاسع عشر مساحات شاسعة من الأراضي للزراعة والرعي، ما أدِّى إلى زِيادة الحدِّ من موطن الكاكابو. لقد جلبوا المزيد من الكلاب والحيوانات المُفترسة الأخرى من الثدييات، مثل القِطط المَنزلية والفِئران السوداء والقَاقِم.
أُطلِقتْ في ثمانينيات القرن التاسع عشر أعدادٌ كبيرةٌ منَ السَّرَاعِيبِ: (القاقم، القوارض وابن عرس) في نيوزيلندا لتقليل أعداد الأرانب، لكنها كانت تتغذى بشدة على العديد من الأنواع المحلية أيضًا ومنها كان الكاكابو. تنافست حيوانات التصفح الأخرى، مثل الغزلان التي أدخلت، مع الكاكابي على الطعام، وتسببت في انقراض بعض الأنواع النباتية المُفضلة لديها. وبحسب ما ورد كان الكاكابو لا يزال موجودًا بالقرب من رأس نهر وانغانوي حتى أواخر عام 1894، وكان أحد آخر سجلات الكاكابو في الجزيرة الشمالية طائرًا واحدًا اصطادَهُ تي كيبا بواهوي في سلسلة جبال كايمانوا في عام 1895.

### جهود الحماية المبكرة
خَصَّصَت حُكومة نِيوزيلندا جَزيرة ريزوليوشن في فيورلَند مَحميَّةً طَبيعيَّةً سنة 1891. عَيَّنتِ الحُكومة ريتشارد هنري وَكيلًا مُؤقتًا سنة 1894. كان هنري عالمًا طبيعيًا فَطِنًا، وكان يُدرك أنَّ الطيور المحلية آخذةٌ في الانخفاض، وبدأ في اصطياد الكاكابو والكيوي ونقلهما من البر الرئيس إلى جزيرة ريزوليوشن الخالية من الحيوانات المُفترسة. نُقل أكثر من 200 كاكابو إلى جزيرة ريزوليوشن في غضون ست سنوات. سَبحت القَواقِم إلى جزيرة ريزوليوشن واستعمرتها بِحُلول عام 1900؛ وقضوا على صِغَار الكاكابو في غُضون 6 سنواتٍ.
نُقِلَ ثلاثة كاكابو من جزيرة ريزولوشن إلى المحمية الطبيعية لِجزيرة لِيتَل بَايير شمال شرق أوكلاند سنة 1903، ولكن كانت القطط الآبدة موجودةً ولم يُشاهد الكاكابو مرَّةً أُخرى. نُقِلَ ثلاثة كاكابو إلى محمية أخرى، جزيرة كابيتي، شمال غرب ويلينغتون في عام 1912. نجَا أحدهم حتَّى عام 1936 على الأقل، على الرغم من وجود القِطط الوحشية لِجزءٍ من الفترة الفاصلة.
انقرض الكاكابو في الجزيرة الشمالية، وتناقص نطاقه وأعداده في الجزيرة الجنوبية بِحُلول العشرينات من القرن الماضي.

### جهود الحماية 1950-1989

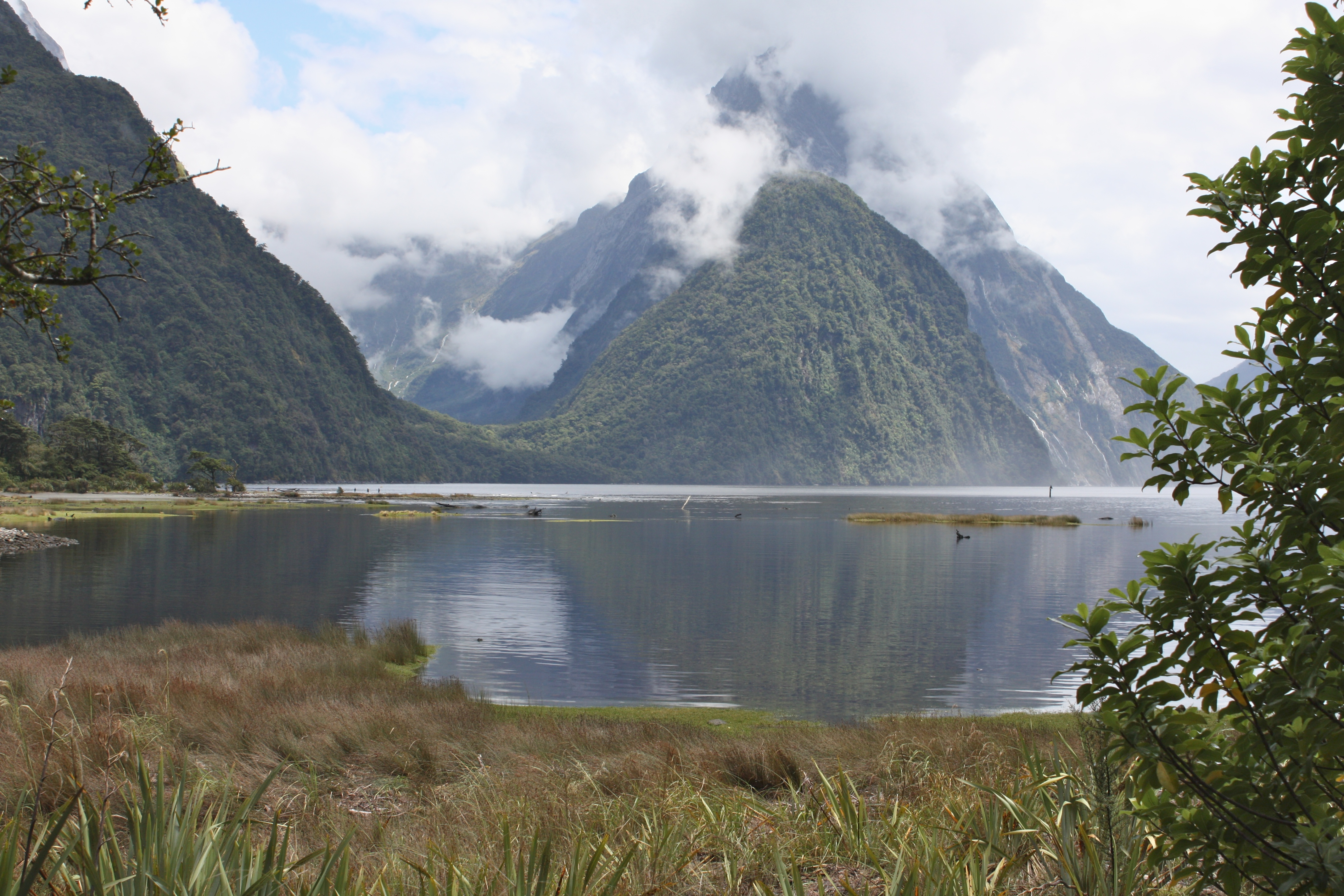
سِندِباد جُولي في فيورلَند، الذي يُرى بين الجِبال على الجَّانب البَعيد من الوَادِي الخِلَالِي، كان أحد آخر معاقِل الكاكابو في البَرِّ الرئيس لِنيوزيلندا.

أنشِئَت خِدمة الحياة البرية النيوزيلندية في الخمسينيات من القرن الماضي، وبدأت في القيام بِرحلاتٍ استكشافية منتظمة للبحث عن الكاكابو، ومعظمها في فيورلَند وما يعرف الآن باسم حديقة كَهورَنجي الوطنية في شمال غرب الجزيرة الجنوبية. لم تجد سبع بعثات فيورلَند بين عامي 1951 و 1956 سوى عدد قليل من العلامات الحديثة. في عام 1958، قُبِضَ على الكاكابو وأُطلق في مَضيقِ ميلفورد ساوند في فيورلَند. قُبِضَ على ستة من الكاكابو آخرين في عام 1961؛ أُطلق سراح أحدهما نُقِل الخمسة الآخرين إلى مَطَاير محمية ماونت بروس للطيور بالقرب من ماسترتون في الجزيرة الشمالية. في غضون أشهر، نفق أربعة من الطيور ونفق الخامس بعد قرابة أربع سنوات. في السنوات الـ 12 التالية، وجدت البعثات المنتظمة علامات قليلة على الكاكابو، مما يشير إلى أن الأرقام كانت مستمرة في الانخفاض. أُسر طائر واحد فقط عام 1967، ونفق في العام التالي.
لم يكُن من المُؤكد ما إذَا كان الكاكابو لا يزال نوعًا موجُودًا بِحُلول أوائل السبعينيات. حَدَّدَ العُلماءُ العَديد من ذُكور الكاكابو في نهاية عام 1974م ودونوا أول مُلاحظاتٍ علميَّةٍ عن ازدهَار الكاكابو. أدَّت ملاحظات دونالد ميرتون إلى التَّكَهُّن للمرة الأولى بأن الكاكابو كان لَديه طريقةُ التَّنَاسُلِ ليك. من عام 1974 إلى عام 1978، اكتشِف ما مجموعه 18 سَدَّافًا في فيورلَند، لكن جميعهم كانوا من الذكور. أثار هذا احتمال انقراض الأنواع؛ لأنه قد لا تكون هناك إناث على قيد الحياة. قُبِضَ على ذكر طائر في منطقة ميلفورد في عام 1975، وأطلق عليه اسم ريتشارد هنري، ونُقل إلى جزيرة مود. كانت جميع الطيور التي اكتشفتها خِدمة الحياة البرية من عام 1951 إلى عام 1976 في وديان جليدية على شكل حرف U تُحيط بها مُنحدرات عمُوديَّةٌ تقريبًا وتُحيط بها جِبال شاهقة.
قبل عام 1977، لم تكن هُناك رِحلة استكشافيَّةٌ إلى جزيرة ستيوارت للبحث عن الطائر. في عام 1977، أُبلِغ عن مُشاهدةِ كاكابو في الجزيرة. وجدت رِحلة استكشافية إلى الجزيرة نِظام مسار وأوعية في يومها الأول؛ بعد فترة وجيزة، عُثر على عشرات الكاكابو. أثار الاكتشاف في مساحة ثمانية آلاف هكتار (عشرين ألف فدان) من الأحراش وأراضي الأشجار القمئية الأمل في أنَّ الأفراد سيشملون الإناث. وقُدِّر إجمالي عدد الطيور بما يتراوح بين 100 إلى 200 طائر.
لم تستعمر السَّراعِيبُ جزيرة ستيوارت قَطُّ، لكن القطط الوحشية كانت موجودة. خلال المسح، كان من الواضح أن القطط تقتل الكاكابو بمعدل 56 ٪ سنويًا. لا يُمكن لِلطيور على هذا النحو البقاء على قيد الحياة في الجزيرة، ولذلك طُبّقت مُراقبة مُكثفة لِلقطط في عام 1982، وبعد ذلك لم يُعثر على قِطٍّ يقتُل كاكابو. ولِضمان بقاء الطيور المتبقية، قرَّر العُلماء لاحقًا أنَّه يجبُ نقل هذه المجموعة إلى جزر خالية من الحيوانات المفترسة؛ نُفِّذَت هذه العملية بين عامي 1982 و 1997.

### برنامج إنقاذ كاكابو
| انتقال إلى                 | عدد أفراد الكاكابو | نفوق < 6 أشهر | النَّاجِية مُنذُ سَنَةِ 1992   |
| -------------------------- | ------------------ | ------------- | ---------------------- |
| جزيرة مود (1974–81)        | 9 (6♂, 3♀)         | 3 (2♂, 1♀)    | 4 (2♂, 2♀)             |
| جزيرة لِيتل بايير (1982)    | 22 (13♂, 9♀)       | 2 (1♂, 1♀)    | 15–19 (10–12♂, 5–7♀)   |
| جزيرة سمك القد (1987–92)   | 30 (20♂, 10♀)      | 0             | 20–30 (13–20♂, 7–10♀)  |
| جزيرة مود (1989–91)        | 6 (4♂, 2♀)         | 0             | 5 (3♂, 2♀)             |
| جزيرة مود (1992)           | 2 (2♀)             | 1 (1♀)        | 1 (1♀)                 |
| المجموع                    | 65 (43♂, 22♀)      | 6 (3♂, 3♀)    | 41–55 (27–36♂, 14–19♀) |
| مُلاحظة: ♂ = ذَكَر، ♀ = أُنثى. |                    |               |                        |

طُوِّرَت خُطَّةُ إنقاذ كاكابو في عام 1989، وأُنشِئَ برنامج إنقاذ كاكابو في عام 1995. حَلَّ قسم الانحفاظ (إدارة الحماية) مَحَلَّ وِزارة الحماية النيوزيلندية لِهذه المَهمة.
كان الإِجراءُ الأوَّل لِلخُطَّة هو نَقل جميع الكاكابو المُتبقِّيَة إلى جزر مُناسبة لِتكاثُرِها. لم تكن أي من جزر نيوزيلندا مِثالية لإنشاء الكاكابو دون إعادة التأهيل عبر إعادة الغطاء النباتي، والقضاء على الحيوانات المفترسة والمنافسين للثدييات. اُختيرَت أربع جُزرٍ: مود، ليتل بايير، كودفِش ومانا. نُقلَت خمسة وستين كاكابو (43 ذكور و 22 أنثى) بِنجاحٍ إلى الجُزر الأربع في خَمس عملياتِ نقل. كان لابُد من إعادة تأهيل بعض الجُزر عِدَّة مراتٍ عندما استمرت القطط الوحشية والقاقم والويكا في الظهور. في نهاية المطاف، اعتبرَت جزيرة ليتل باريير غير مُناسبة؛ بسبب المناظر الطبيعية الوعرة والغابات الكثيفة والوجود المستمر لِلفئران، وجرى إجلاء الطُّيور في عام 1998. استُبدِلَت جزيرة مانا مع اثنين من ملاذات الكاكابو الجديدة: جزيرة تشالكي وجزيرة أنكور. نُقل مجموع أفراد الكاكابو في جزيرة كودفيش مؤقتًا في عام 1999 إلى جزيرة بيرل في بورت بيغاسوس بينما جرى القضاء على الفئران من غودفِش. نُقل جميع الكاكابو في جزر بيرل وتشالكي إلى جزيرة أنكور في عام 2005.

#### التغذية التكميلية
تعتبر التغذية التكميلية للإناث جزءًا أساسيًا من برنامج فريق الإنقاذ. يتكاثر كاكابو مرة واحدة فقط كل سنتين إلى خمس سنوات، عندما تنتج أنواع نباتية معينة، ولا سيما الرِّيمو، فواكه وبذورًا غنية بِالبروتين. خلال سنوات التَّكاثر عندما يُوفر الغذاء التكميلي لِصاري الرِّيمو إلى كاكابو لزيادة احتمالية تكاثر الأفراد بنجاح. وفرت ستة أطعمة مفضلة (التفاح والبطاطا الحلوة واللوز والجوز البرازيلي وبذور عباد الشمس والجوز) كل ليلة إلى 12 محطة تغذية في عام 1989. كان الذكور والإناث يأكلون الأطعمة الموردة، وتعشش الإناث في جزيرة ليتل باريير في صيف 1989-1991 أول مرة منذ عام 1982، مع أن نجاح التعشيش كان مُنخفضًا.
تؤثر التغذية التكميلية على نسبة جنس نسل الكاكابو، ويمكن استخدامها لزيادة عدد إناث الكتاكيت عن طريق التلاعب عمدًا بحالة الأم.
تُوفَّر أغذيةُ الببغاء التجارية اليومَ لِجميع الأفراد في سِنِّ التكاثر في كودفِش وأنكور. تُراقبُ الكمية التي تُتناول والأوزان الفردية بعناية لضمان الحفاظ على الحالة المُثلى للجسم.

#### إدارة الأعشاش

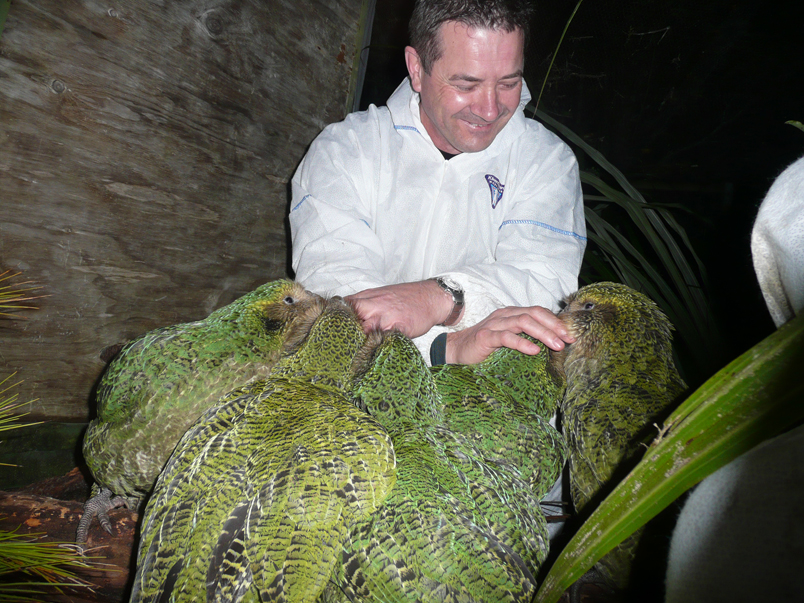
مُوَظَّفُ حِماية مع كتاكيت كاكابو.

يُديرُ موظَّفو الحماية على الحياة البرية أعشاشَ الكاكابو إدارةً مُكثفةً. قبل إزالة الجرذان الباسيفيكيَّة من جزيرة غودفِيش، كانت الفئران تُشكل تهديدًا لبقاء صغار الكاكابو. من بين 21 كتكوتًا فقست بين عامي 1981 و 1994، قُتل تسعة إما على يد الجرذان أو ماتوا وأكلتهم الجرذان لاحقًا.
أصبحت جميع جزر الكاكابو الآن خالية من الفئران، لكن كاميرات الأشعة تحت الحمراء لا تزال تسمح للحراس بمراقبة سلوك الإناث والفراخ في الأعشاش عن بُعد. يسجل مسجلو البيانات متى تأتي الأُنثى ويذهب، ما يسمح للحراس باختيار وقت للتحقق من صحة الكتاكيت، كما يشيرون إلى مدى صعوبة عمل الإناث للعثور على الطعام. نظرًا لأن الأُنثى غالبًا ما تُعاني مشقَّةً لتربية فِراخٍ مُتعدِّدةٍ بِنجاح؛ فإن حُراس فريق إنقاد كاكابو ينقُلون الكتاكيت بين الأعشاش حسب الحاجة.
غالبًا ما يُزال البيض من الأعشاش للحضانة لتقليل احتمالية وقوع الحوادث، مثل فقدان البيض أو التكسير. إذا مرضت الكتاكيت، أو لم تكتسب أوزانًا، أو كان هناك عدد كبير جدًا من الكتاكيت في العش (ولا يوجد عش متاح لنقلها إليه) فسيربيها فريق إنقاذ كاكابو. أُزيل البيض أيضًا من الأعشاش لِتشجيع الإناث على إعادة التعشيش في موسم 2019. من خلال تربية المجموعة الأولى من الكتاكيت في الأسر يدويًا وتشجيع الإناث على وضع المزيد من البيض، كان فريق إنقاذ كاكابو يأمل في زيادة الإنتاج الكلي للكتاكيت. أدَّت هذه الجهود إلى إنتاج 80 كتكوت «رقم قياسي» بحلول موسم التَّكاثر الصَّيفي للطيور نهاية فبراير 2020.

#### المراقبة
لِمُراقبة أعداد الكاكابو مُرَاقبةً مستمرةً، جُهِّزَ كل طائر بِجهاز إرسال لاسلكي. سَمِّى مسؤولُوا برنامج إنقاذ كاكابو كُلُّ كاكابو مسجَّل، بِاستثناء بعض الكتاكيت الصَّغيرة، وتُجمع بيانات مُفصلة عن كل فردٍ. يجري أيضًا تجربة أجهزة إرسال نظام التموضع العالمي لِتوفير بيانات أكثر تفصيلاً حول حركة الطيور الفردية واستخدام موطنها. تُوفر الإشارات أيضًا بيانات سُلوكِيَّة، ما يسمحُ لِلحُرَّاس بِجمع معلومات حول التَّزاوج والتَّعشيش عن بُعد.

#### إعادة التوطين
نجح فريق إنقاذ كاكابو من زيادة جُمهرة الطَّائِر. تحسَّن مُعدَّل بقاء البالغين مِنها على قيد الحياة وإنتاجيتهم بِصُورةٍ ملحوظةٍ مُنذ بداية البرنامج. مع ذلك فإن الهدف الرئيس هو إنشاء مجموعة واحدة على الأقل من الكاكابو قابلة لِلحياة ومكتفيِّة ذاتيًّا وغير مُدارة مكونًا وظيفيًّا لِلنظام البيئي في الموائل المحمية. أُعِدَّ في جزيرة فيوريلاند (20،860) هكتارًا في فيورلاند لإعادة تقديم كاكابو مع التَرْمِيمِ البِيْئِيِّ بما فيها القضاء على القاقم؛ لِلمُساعدة في مُواجهة هذا التَّحدي المُتعلق بِالحماية. تتمثل رُؤيةُ الفريقِ إنقاذَ الأنواع عن طريق إنسالِ 150 أُنثى بَالغة.

#### العدوى الفطرية القاتلة
اكتُشفت أوَّل حالة إصابة كاكابو بِالمرض الفطري داء الرشاشيات في نيوزيلندا في أواخر أبريل 2019. نقلت طائراتُ الهليكُوبتر ما يقرُب من 20 ٪ من الأفراد، أو (36) طيرًا إلى المستشفيات البيطرية في جميع أنحاء نيوزيلندا من أجل الفحص بِالأشعة المقطعية؛ لِلتشخيص والعلاج المُكثف الذي عادة ما يستمر لِعدة أشهر مُنذُ 13 يونيو 2019.
عالج مُستشفى الحياة البريَّة في دنيدن 12 طائرًا.

## الجدول الزمني

جمهرة الكاكابو بين عامي 1975 و 2022

- 1977: أُعِيدَ اكتِشَاف الكاكابو في جزيرة ستيوارت.
- 1989: نُقِلَ مُعظم الكاكابو من جزيرة ستيوارت إلى جزيرتي غودفِش وبَايير.
- 1995: بَلَغَت جُمهرتها إلى 51 فردًا. بِدَاية برنامج إنقاذ كاكابو.
- 1999: نُقِلَ الكاكابو من جَزيرةِ بَايير.
- 2002: أدَّى مَوسِمُ التَّكَاثُرِ الكَبير إلى فَقسِ 24 كتكوت.
- 2005: 41 أُنثى و 45 ذكرًا، بما فيها أربعةَ فِرَاخ (3 إناث و 1 ذكر)؛ كاكابو أنشئت في جَزيرةِ أنكُور.[5]
- 2009: ارتفع إجمالي جُمهرة الكاكابو إلى أكثر من 100 للمرة الأولى مُنذ بِدء المُراقَبة.[81] كان لا بُدَّ من تَربيةِ 22 كَتكُوتًا مِن أصل 34 كتكوتًا يَدَوِيًّا؛ بِسبب نَقص الغِذاء في جزيرة كُودفيش.[82]
- 2010: نُفوق أقدم كاكابو معروف، «ريتشارد هنري»، رُبَمَا كان عُمره 80 عَامًا.[83]
- 2012: نُقِلِ سبعةٌ من الكاكابو إلى جزيرة ليتل باريير آيلاند، في مُحاوَلةٍ لِتأسيس برنامج إنسال نَاجحٍ. كان الكاكابو آخر مرة على الجَّزِيرَةِ في عام 1999.[84]
- 2014: مع زيادة جُمهرتها إلى 126، استخدم فنَّانْ ملبورن «سايارافيم لوثيان» انتعاش الطائر استعارةً لإنقاذ كانتربري، شابه بين؛ «الرُّوحُ التي لا تَقهرُ لهذين المُجتمعين وتصميمهما على إعادة البناء».[85][86]
- 2016: أول إنسال في جَزيرةِ أنكُور؛ موسم تكاثر كبير، مع 32 كتكوت؛ نمى عدد أفراد الكاكابو إلى أكثر من 150.
- 2018: بعد نُفُوقِ 3 طُيور، انخَفَضَ عَدَدُهَا إلى 149 طائرًا.[87]
- 2019: ساعدت وَفرةُ فاكهة الريمو وإدخَالِ العديد من التِّقَنِيَّات الجَديدة؛ مثل: التَّلقيح الصُّنعِي والبيض الذَّكي في جعل عام 2019 أفضل موسم تكاثُر على الإطلاق، مع وضع أكثر من 200 بيضة؛ وفقسِ 72 كتكوت. وِفقًا لفريق إنقاذ كاكابو في إدارة الحِماية النيوزيلندية، كان هذا أول موسم تكاثر وأطوله حتى الآن.[88][89] بَلَغَ عددُ الطُّيُور الصَّغيرة أو البَالِغَة؛ 200 فَرد في 17 أغسطس 2019.[90]
- 2022: ارتفع عددُ الطُّيُورِ إلى 252 طَائِرًا بعد مَوسِم تكاثُرِ مُثمِرٍ وتَلقيحٍ صِنَاعِيٍّ نَاجحٍ.[91]
- 2023: أُدخلت الطيور أولَ مرةٍ إلى البر الرئيسي.[92][93]
- 2024: انخفضت جُمهرة الكاكاب إلى 243 طيرًا في سبتمبر من العام نفسه.[94]

## في الثقافة الماورية
يرتبط الكاكابو بِتَقَاليدٍ زَاخِرَةٍ مِنَ الأَسَاطِيرِ والمُعتَقَدَاتِ المَاوريَّة. كان من المَفهُوم أنَّ دورة التَّكاثُر غير المُنتظِمة لِلطائر مُرتبطةٌ بِالإثمار الثَّقِيلِ أو سنة الثمر الحراجي لأنواع نباتية مُعيَّنة مثل الرِّيمُو، ما دفع الماوري إلى منح الطائر القدرة على معرفة المستقبل. تُستَخدَمُ لإثبات هذا الادعاء، أُبلِغَ عن رَصدٍ لِهذِهِ الطَّيُورِ التي تُسقِطُ التُّوتِ مِنَ أشجار شبيهة الزيتون المسننة والتاوا (عِندما كانت في المَوسِم) في بِرَكٍ مُنعزلة من المياه للحفاظ عليها إِمدَادَاتٍ غِذائيَّةٍ لِفصل الصَّيفِ المُقبل؛ في الأُسطُورَة، أصبح هذا هو أصل مُمَارَسَةِ المَاوري المُتمثلة في غَمرِ الطَّعَامِ في الماء لِنفسِ الغَرَضِ.

### استخدامه للطعام والملابس

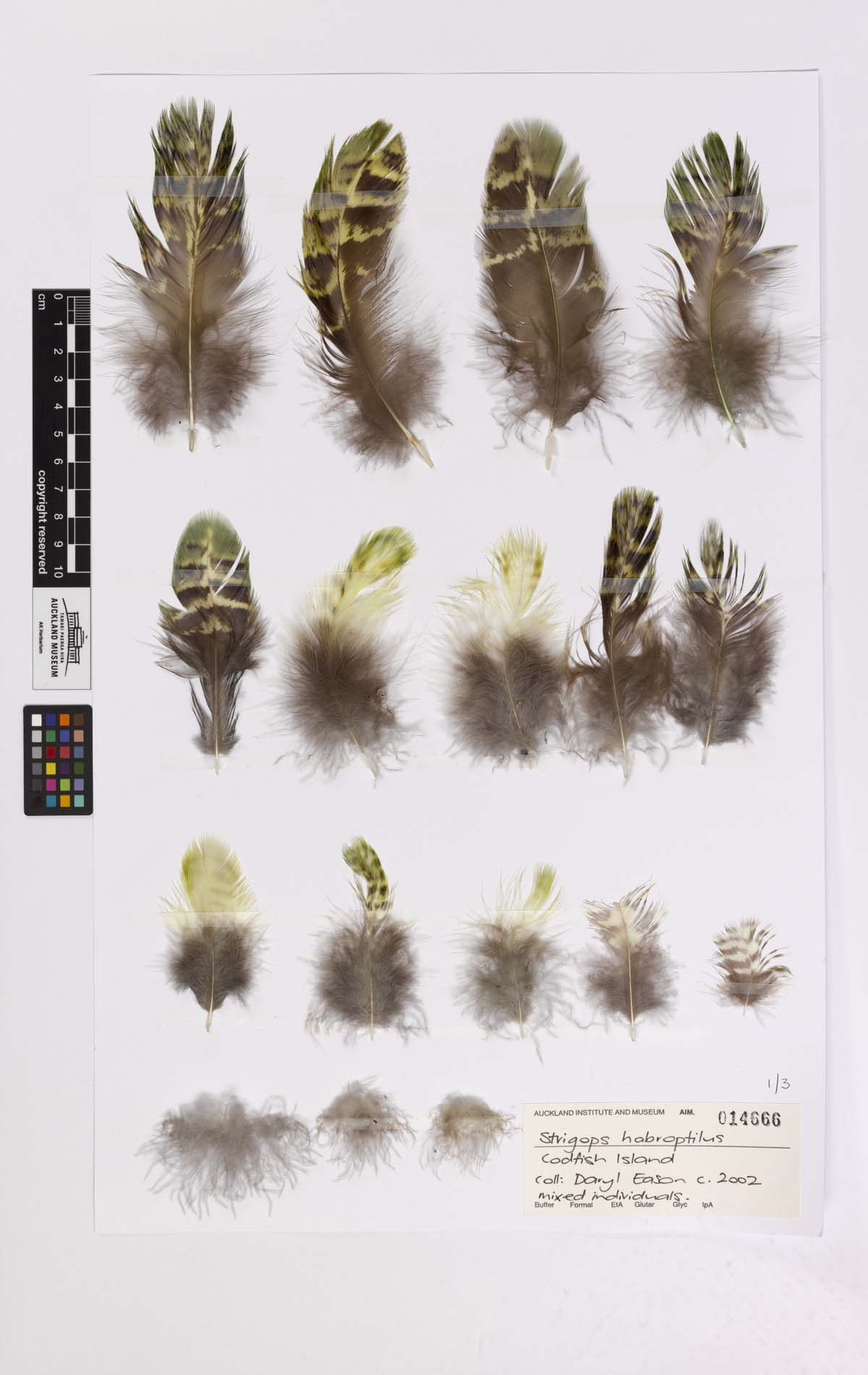
أنواع مُختلفة من رِيش الكاكابو

كان لحم الكاكابو طَعامًا جَيِّدًا وكان شَعبُ الماوري يعده طعامًا شهيًا، وكان يُصطَادُ من أجل الطَّعَامِ عِندما كان لا يَزَالُ مُنتَشِرًا. يَذكُر أحَدُ المَصَادِر أنَّ لَحمهُ يُشبِه لحم الضَّأنِ مِن حَيث الذَّوقِ والقَوامِ، على الرَّغمِ من أنَّ المُستوطِنينَ الأُورُوبيِّينَ وصفُوا الطَّائر بِأنَّهُ يتمتَّعُ بِطَعمٍ قَوِيٍّ وقَاسٍ نَوعًا مَا.
جَعلتِ النِّداءَات الصَّاخِبة فِي سَنَوَاتِ التَّكَاثُرِ لِلذكور في سَاحات التَّزاوج من السَّهل على فِرق الصَّيد الماوريَّة تَتَبُّعَ الكاكابو، واصطِيدت في أثنَاء إطعامِها أو عند الاستِحمَام بِالغُبار في الطَّقسِ الجَاف. يُقبَضُ عَلى الطَّائِر فِي اللَّيلِ، باستخدام الأفخاخ أو الشِّرَاك أو بِمُسَاعَدَةِ مجمُوعاتٍ من الكِلاب البولينيزية التي تُسَمَّى (كيوري) التي رافقت مَجمُوعَاتَ الصَّيد، في بعض الأحيان كانوا يستخدمون عِصِيَّ النَّار من أنواع مُختلفة لإبهار الطَّائر في الظَّلام، وإيقافه في مسَاراتِه، ما يجعل اصطِيادَها سَهلًا. كَانَ الطَّهيُ فِي هانجي أو فِي قَرعِ الزَّيتِ المَغْلِيِّ. يُمكِنُ حِفظ لَحم الطَّائِر فِي دُهُونهِ وتَخزينَه في حَاويَاتٍ لِلاستِهلاكِ لاحقًا، كَان الصَّيَّادُونَ من قَبيلةِ نجاي تاهو يَحزمون اللَّحمَ في سِلَالٍ مَصنُوعَةٍ من اللِّحَاء الدَّاخليِّ لِشجرة معلاقة توتارا أو في حاويات مصنوعة من طحلب الكلب. رُبِطَتْ حُزمٌ من رِيشِ ذَيل الكاكابو بِجوانِب هذهِ الحَاويات؛ لِتَوفِير الزَّخرَفَةِ وطريقةً لِلتعَرُّف على مُحتَوياتِها. وقد أخَذَ الماوَرِيُّونَ بَيْضَ الطَّائِر، الذي يُوصَفُ بِأنَّهُ أَبْيَضٌ «لكِن ليسَ أَبْيَضًا نَقِيًّا»، وبِنفس حَجمِ بَيضَةِ الكِيرِي.
كان شعبُ الماورَي يستخدمُ جُلودَ الكاكابو مع الرِّيش الذي لا يزَالُ مُرتبطًا أو نُسِج نَسجًا فرديًّا في ريش الكاكابو مع أليَاف الكِتَّانِ؛ لِصُنعِ عَبَاءَاتِ وبُرْنُس، بِالإضَافَة إلى أكلِ لحمِه. تَتطلَّبُ كُلُّ واحدةٍ ما يصِل إلى 11000 رِيشةٍ لِصُنعِهَا. لَم تكُن هذهِ الملابِس تُعتبر جميلةً جِدًا فَحَسب، بل حَافَظَت أيضًا على دِفءِ مُرتَدِيهَا. لقَد كانَت ذَاتَ قيمةٍ عاليةٍ، والقليل مِنها لا يزالُ موجُودًا حتِّى اليَوم يُعتبرُ كَنزًا (تاونغا)، لِدرجةٍ أنَّ القول المأثور الماوريُّ القديم «لديك رداء كاكابو وما زلت تشكو من البرد»، استُخدم لِوصف شخصٍ غير رَاضٍ أبدًا. كما استخدم ريش الكاكابو لِتزيين رؤُوس الطَّايحة، ولكنها تُزَالُ من السِّلاح قبل استخدامه في القتال.
عدَّ الماوريُّون الكاكابو حيوانًا أليفًا ودودًا. أكَّد ذلك المُستوطنون الأُوروبيون في نيوزيلندا في القرن التاسع عشر، ومن بينهم جورج إدوارد جراي، الذي كتب ذات مرَّةٍ في رسالة إلى زميله أن سُلوك حيوانه الأليف كاكابو تِجاهه ومع أصدقائه كان «أشبه بِسلوك الكلب أكثر من كونه طائرًا».

## في وسائل الإعلام
أكسبت الحماية للكاكابو شُهرةً واسعةً له. أُنتجت عدَّة كتب وأفلام وثائقيَّة في السنوات الأخيرة تُوضِّح بالتَّفصيل مِحنَة الكاكابو، وكان أحد أقدمها «اثنان في الأدغال» (بالإنجليزية: Two in the Bush)، من إنتاج جيرالد دوريل لهيئة الإِذاعة البريطانيَّة عام 1962.
فاز فلم وثائقيٌّ طويلٌ بعنوان: «التَّاريخ غير الطَّبيعيُّ لكاكابو» بجائزتين رئيستين في مهرجان ريل إيرث للأفلام البيئيَّة. اثنان من أهمِّ الأفلام الوثائقيَّة، وكلاهما من إنتاج التاريخ الطبيعي لنيوزيلندا: كاكابو، ببغاء الَّيل (سنة 1982)، وإنقاذ الكاكابو (سنة 1997).

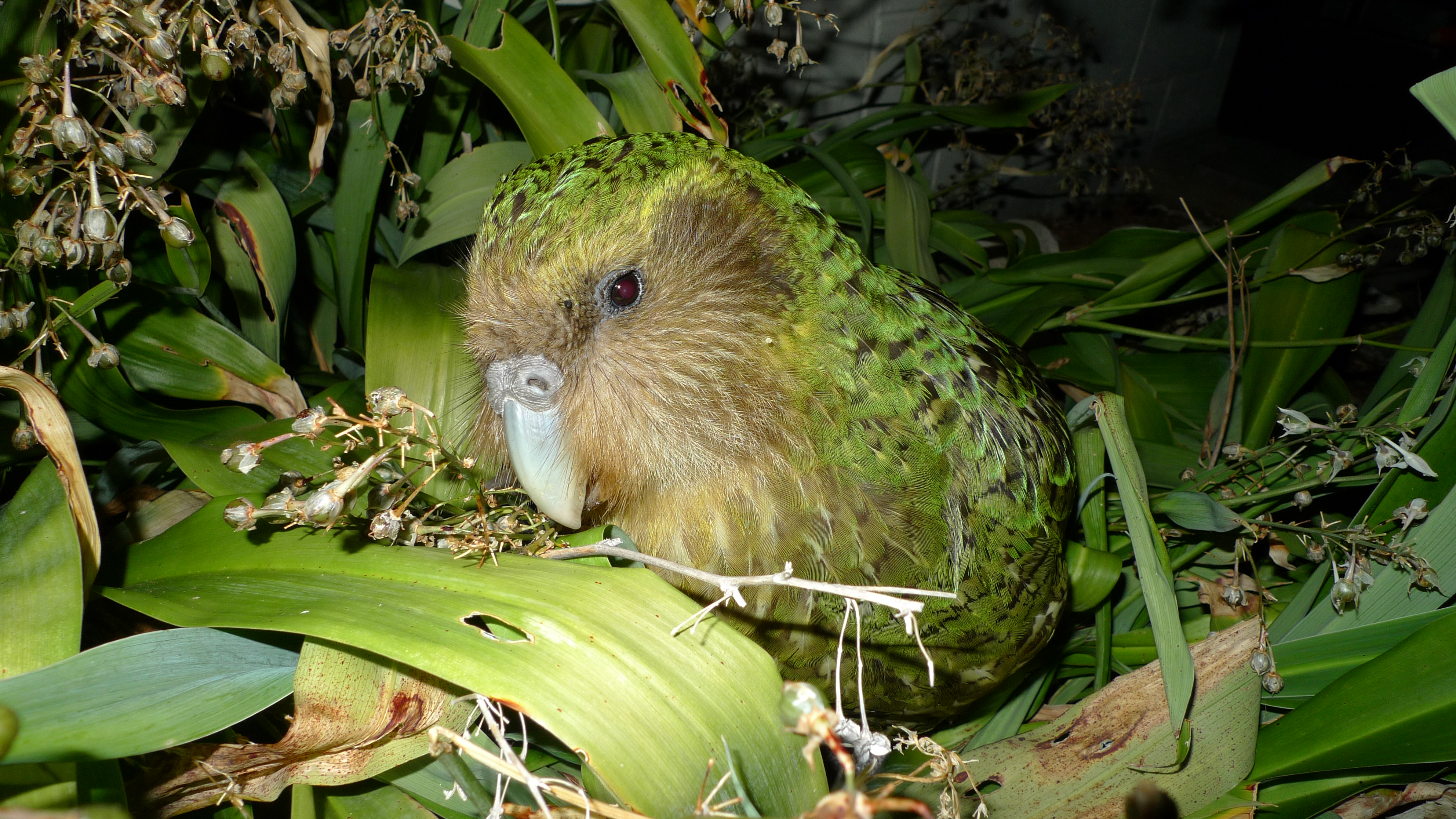
الببغاء سيركو في جزيرة مود

وعرضت وحدة التاريخ الطبيعي في هيئة الإذاعة البريطانية الكاكابو؛ مثل السِّلسلة: «حياة الطيور» مع ديفيد أتينبارا. كانت أيضًا واحدةً من الحيوانات المهددة بالانقراض؛ دوغلاس آدمز ومارك كارواردين الذين شرعوا في البحث عنها في البرنامج الإذاعي والكتاب الفرصة الأخيرة للرؤية. أُنتجت نُسخةً مُحدثةٌ من المُسلسل لتلفزيون بي بي سي، إذ أعاد ستيفن فراي وكارواردين زيارة الحيوانات لِيَريا كيف تسير بعد ما يقرب من 20 عامًا، وفي يناير 2009، أمضيا وقتًا في تصوير الكاكابو في جزيرة كودفش. شاهد الملايين في جميع أنحاء العالم لقطات لكاكابو يُدعى سيركو يحاول التَّزاوج مع رأس مارك كارواردين، ما أدى إلى أن يصبح سيركو «طائرًا متكلِّمًا» للحفاظ على الحياة البرِّيَّة في نيوزيلندا في عام 2010. أصبح سيركو مصدر إلهامٍ لببغاء الحفلة، وهو رمز إيموجي مُتحرك شهير يرتبط كثيرًا بتطبيق سير العمل سلاك.
ظهر الكاكابو في حلقة «الجزر الغريبة» من المسلسل الوثائقي المحيط الهادئ، والتي عُرضت في الأصل في 13 يونيو 2009، وفي حلقة «Worlds Apart» من سلسلة «الكوكب الحي»، وفي الحلقة 3 من العرض التلفزيوني لهيئة الإذاعة البريطانية «أراضي جُزر نيوزيلاندا الأسطوريَّة».
أجرى الشَّريك الوطني النيوزيلندي ميريديان إينيرجي بحثًا عن عازف ساكسفون لتوفير موسيقى مزاجية مناسبة لتشجيع التَّزاوج لتتزامن مع موسم التكاثر للطائِر 2019 في حملة توعية كاكابو لعام نفسه. عُرضت عمليات البحث واللَّقطات من الجزر التي جرى فيها التَّكاثر في برنامج «One News Breakfast».
فاز الطائر بجائزة طائر العام في نيوزيلندا في عامي 2008 و2020.

## الهوامش
1. ↑  بعضُ المَصَادِر تُعطي الكاكابو الاسمَ اللَّاتيني (Strigops habroptila)، مِن الاعتقَاد بِأنَّ كَلمَة (Strigops) هي مُؤَنَّثَة، وأن اسم النَّوع مطلُوبٌ أن يوافِقَ اسم الجنس؛ وكِلاهُما غير صَحيح -Strigops مُذَكَّرٌ وفق المَقال 30.1.4.3 للقانون الدولي للتسمية الحيوانية: «أسماء مجموعات الأجناس المُنتهية بـ(ops) تُعامَلُ مُعاملة المُذكر، بغض النَّظر عن اشتقاقه أو معاملة المُؤلف له»، و (habroptilus) هو الاسم البديل، وليس صِفة. (S. habroptilus) هو الأكثر شيوعًا في الأدب العِلمي.
2. ↑  داء الرَّشاشيَّاتِ ليس مرضًا عُضالًا، لكن الوقت يُمثِّلُ عامل الحسم. يقول الدُّكتور شاترتون: «أفضلُ فُرصةٍ لِإنقاذ الكاكابو هي التَّشخيص المُبكر والأدوية الكثيرة اللَّازمة لِلعلاج». لكن ذلك يتطلب تحدِّيًا صعبًا لِإنجازه مع البريِّ من هذه الطُّيور. لا يقتصر الأمر على مُساعدة أوكلاند فحسب، فقد استقبل مُستشفى وايلد بيس بِجامعة ماسي في بالمرستون نورث ستة طيور لِعلاجها، واستقبل مُستشفى دنيدن لِلحياة البريَّة 12 طيرًا أُخر.

### فهرس المراجع

#### بالعربيَّة
1. ↑  إدوار غالب (1988). الموسوعة في علوم الطبيعة: تبحث في الزراعة والنبات والحيوان والجيولوجيا (بالعربية واللاتينية والألمانية والفرنسية والإنجليزية) (ط. 2). بيروت: دار المشرق. ج. 2. ص. 764. ISBN:978-2-7214-2148-7. OCLC:44585590. OL:12529883M. QID:Q113297966.
2. ↑  أحمد شفيق الخطيب (2000)، موسوعة الطبيعة الميسرة: بالألوان والصور التوضيحية (ط. 2)، بيروت: مكتبة لبنان ناشرون، ص. 30، OCLC:956964437، QID:Q117303783
3. ↑  منير البعلبكي؛ رمزي البعلبكي (2008). المورد الحديث: قاموس إنكليزي عربي (بالعربية والإنجليزية) (ط. 1). بيروت: دار العلم للملايين. ص. 628. ISBN:978-9953-63-541-5. OCLC:405515532. OL:50197876M. QID:Q112315598.
4. ↑  منير البعلبكي (2005). المورد الأكبر: قاموس إنكليزي عربي حديث (بالعربية والإنجليزية). مراجعة: رمزي البعلبكي (ط. 1). بيروت: دار العلم للملايين. ص. 1006. ISBN:978-9953-9021-6-6. OCLC:829330815. OL:13208957M. QID:Q107009855.

#### بالإنجليزيَّة
1. ↑  The IUCN Red List of Threatened Species 2021.3 (بالإنجليزية), 9 Dec 2021, QID:Q110235407
2. ↑  IOC World Bird List Version 6.3 (بالإنجليزية), 21 Jul 2016, DOI:10.14344/IOC.ML.6.3, QID:Q27042747
3. ↑  World Bird List: IOC World Bird List (بالإنجليزية) (6.4th ed.), International Ornithologists' Union, 2016, DOI:10.14344/IOC.ML.6.4, QID:Q27907675
4. 1 2 3 4  Best, H. A. (1984). "The foods of kakapo on Stewart Island as determined from their feeding sign". New Zealand Journal of Ecology (بالإنجليزية). 7: 71–83. Archived from the original on 2023-05-04. Retrieved 2016-01-15.
5. 1 2 3 4 5 6 7 8 9 10 11 12 13 14 15 16  Powlesland, Ralph G.; Merton, Don V.; Cockrem, John F. (2006). "A parrot apart: the natural history of the kakapo (Strigops habroptilus), and the context of its conservation management" (PDF). Notornis (بالإنجليزية). 53 (1): 3–26. Archived (PDF) from the original on 2022-10-09.
6. ↑  Lazarus, Sarah (26 Dec 2019). "Can tech save New Zealand's 'gorgeous, hilarious' parrot?". CNN (بالإنجليزية). Archived from the original on 2022-10-06. Retrieved 2019-12-26.
7. ↑  "New Zealand Birds | Birds | Gallery | Kakapo, Strigops habroptilus" (بالإنجليزية). Nzbirds.com. 9 Oct 2010. Archived from the original on 2023-02-20. Retrieved 2012-01-15.
8. 1 2  Newton, Alfred (1911). "Kakapo" . In Chisholm, Hugh (ed.). Encyclopædia Britannica (بالإنجليزية) (11th ed.). Cambridge University Press. Vol. 15. p. 636.
9. ↑  Liddell, Henry George; Scott, Robert (1980). A Greek-English Lexicon (بالإنجليزية) (Abridged ed.). United Kingdom: OUP. ISBN:978-0-19-910207-5. Archived from the original on 2022-07-11.
10. 1 2  Rheindt, Frank E.; Christidis, Les; Kuhn, Sylvia; de Kloet, Siwo; Norman, Janette A.; Fidler, Andrew (2013). "The timing of diversification within the most divergent parrot clade". Journal of Avian Biology (بالإنجليزية). 45 (2): 140–148. DOI:10.1111/j.1600-048x.2013.00200.x. ISSN:0908-8857.
11. ↑  Joseph, Leo; et al. (2012). "A revised nomenclature and classification for family-group taxa of parrots (Psittaciformes)" (PDF). Zootaxa (بالإنجليزية). 3205: 26–40. DOI:10.11646/zootaxa.3205.1.2. Archived (PDF) from the original on 2022-10-09.
12. ↑  Wright, T. F.; Schirtzinger, E. E.; Matsumoto, T.; Eberhard, J. R.; Graves, G. R.; Sanchez, J. J.; Capelli, S.; Muller, H.; Scharpegge, J.; Chambers, G. K.; Fleischer, R. C. (2008). "A Multilocus Molecular Phylogeny of the Parrots (Psittaciformes): Support for a Gondwanan Origin during the Cretaceous". Mol Biol Evol (بالإنجليزية). 25 (10): 2141–2156. DOI:10.1093/molbev/msn160. PMC:2727385. PMID:18653733.
13. ↑  Schodde, R. & Mason, I.J. (1981). Nocturnal Birds of Australia. Illustrated by Jeremy Boot. Melbourne: Lansdowne Edns 136 pp. 22 pls [35–36]
14. ↑  Leeton, P.R.J.; Christidis, L.; Westerman, M.; Boles, W.E. (1994). "Molecular phylogenetic relationships of the Night Parrot (Geopsittacus occidentalis) and the Ground Parrot (Pezoporus wallicus)" (PDF). Auk (بالإنجليزية). 111 (4): 833–843. DOI:10.2307/4088815. JSTOR:4088815. Archived from the original (PDF) on 2022-06-02.
15. 1 2 3 4  Higgins، P. J. (1999). Handbook of Australian, New Zealand and Antarctic Birds. Volume 4: Parrots to Dollarbird. Melbourne: Oxford University Press. ISBN:978-0-19-553071-1.
16. ↑  Cameron, M. (2012). Parrots: The animal answer guide (بالإنجليزية). JHU Press. ISBN:9781421406596. Archived from the original on 2021-03-08.
17. 1 2  CRC Handbook of Avian Body Masses, 2nd Edition by John B. Dunning Jr. (Editor). CRC Press (2008), (ردمك 978-1-4200-6444-5).
18. 1 2 3 4 5  Merton, D. V.; Morris, R. B.; Atkinson, I. A. (1984). "Lek behaviour in a parrot: the kakapo Strigops habroptilus of New Zealand". Ibis (بالإنجليزية). 126 (3): 277–283. DOI:10.1111/j.1474-919X.1984.tb00250.x.
19. 1 2  "Up Close & Personal" (بالإنجليزية). Kakapo Recovery. Archived from the original on 2021-02-24. Retrieved 2014-03-05.
20. 1 2 3  Hagelin, Julie C. (Jan 2004). "Observations on the olfactory ability of the kakapo Strigops habroptilus, the critically endangered parrot of New Zealand". Ibis (بالإنجليزية). 146 (1): 161–164. DOI:10.1111/j.1474-919X.2004.00212.x.
21. ↑  "Kakapo (Strigops habroptilus)" (بالإنجليزية). Wild Magazine. Archived from the original on 2022-10-12.
22. ↑  Corfield, J. R.; Gsell, A. C.; Brunton, D.; Heesy, C. P.; Hall, M. I.; Acosta, M. L.; Iwaniuk, A. N. (2011). "Anatomical Specializations for Nocturnality in a Critically Endangered Parrot, the Kakapo (Strigops habroptilus)". PLOS ONE (بالإنجليزية). 6 (8): e22945. Bibcode:2011PLoSO...622945C. DOI:10.1371/journal.pone.0022945. PMC:3157909. PMID:21860663.
23. 1 2  Livezey, Bradley C. (Jul 1992). "Morphological corollaries and ecological implications of flightlessness in the kakapo (Psittaciformes: Strigops habroptilus)". Journal of Morphology (بالإنجليزية). 213 (1): 105–145. DOI:10.1002/jmor.1052130108. PMID:29865598. S2CID:206090256.
24. 1 2 3 4  White, Rebekah (Sep–Oct 2016). "Decoding Kākāpō". New Zealand Geographic (بالإنجليزية). 141. Archived from the original on 2022-10-27.
25. ↑  Thomas, Rachel (14 Mar 2016). "Kakapo to have genomes sequenced in a world first for science". Stuff (بالإنجليزية). Archived from the original on 2021-03-08. Retrieved 2018-12-05.
26. ↑  Wood, Jamie R. (2016). "Spatial distribution of late Holocene bird bones in the Mason Bay dune system, Stewart Island, New Zealand". Journal of the Royal Society of New Zealand (بالإنجليزية). 46 (2): 103–116. DOI:10.1080/03036758.2016.1149497. ISSN:0303-6758.
27. ↑  Johnson, P. N. (1975). "Vegetation associated with kakapo (Strigops habroptilus Gray) in Sinbad Gully, Fiordland, New Zealand". New Zealand Journal of Botany (بالإنجليزية). 14 (2): 151–159. DOI:10.1080/0028825x.1976.10428889.
28. ↑  Lentini, Pia E.; Stirnemann, Ingrid A.; Stojanovic, Dejan; Worthy, Trevor H.; Stein, John A. (2018). "Using fossil records to inform reintroduction of the kakapo as a refugee species". Biological Conservation (بالإنجليزية). 217: 157–165. DOI:10.1016/j.biocon.2017.10.027. ISSN:0006-3207.
29. 1 2  Atkinson, I.A.E.; Merton, D.V. (2006). "Habitat and diet of kakapo (Strigops habroptilus) in the Esperance Valley, Fiordland, New Zealand" (PDF). Notornis (بالإنجليزية). 53 (1): 37–54. Archived (PDF) from the original on 2022-10-09.
30. ↑  Powlesland, R.G.; Lloyd, B.D.; Best, H.A.; Merton, D.V. (1992). "Breeding Biology of the kakapo Strigops-Habroptilus on Stewart Island, New Zealand". Ibis (بالإنجليزية). 134 (4): 361–373. DOI:10.1111/j.1474-919X.1992.tb08016.x.
31. ↑  Best، H.A.؛ Powlesland، R.G. (1985). Kakapo. Dunedin: John McIndoe and New Zealand Wildlife Service.
32. ↑  Diamond, Judy; Eason, Daryl; Reid, Clio; Bond, Alan B. (2006). "Social play in kakapo (Strigops habroptilus) with comparisons to kea (Nestor notabilis) and kaka (Nestor meridionalis)". Behaviour (بالإنجليزية). 143 (11): 1397–1423. DOI:10.1163/156853906778987551. Archived from the original on 2022-11-19.
33. ↑  "Kakapo Behaviour" (بالإنجليزية). Kakapo Recovery. Archived from the original on 2023-03-14. Retrieved 2014-03-06.
34. 1 2 3 4  Gibbs، George (2007). Ghosts of Gondwana; The history of life in New Zealand. Craig Potton Publishing.
35. ↑  Worthy, T. H.; Holdaway, R. N. (2002). The Lost world of the Moa: Prehistoric life in New Zealand (بالإنجليزية). Christchurch: Canterbury University Press. p. 718.
36. ↑  Henry، R. (1903). The habits of flightless birds of New Zealand: with notes on other flightless New Zealand birds. Wellington: Government Printer.
37. 1 2 3  Lindsey، Terrence؛ Morris، Rod (2000). Collins Field Guide to New Zealand Wildlife. HarperCollins New Zealand. ISBN:978-1-86950-300-0.
38. 1 2 3  Merton, D.V. (1976). "Conservation of the kakapo: A progress report.". Proc. Science in Nat. Parks. National Parks Series (بالإنجليزية). Wellington, N.Z.: National Parks Authority. Vol. 6. pp. 139–148.
39. ↑  Clout, M. N.; Merton, D. V. (1998). "Saving the kakapo: The conservation of the world's most peculiar parrot". Bird Conservation International (بالإنجليزية). 8 (3): 281–295. DOI:10.1017/S0959270900001933.
40. 1 2 3  Cockrem, J. F. (2002). "Reproductive biology and conservation of the endangered kakapo (Strigops habroptilus) in New Zealand". Avian and Poultry Biology Reviews (بالإنجليزية). 13 (3): 139–144. DOI:10.3184/147020602783698548.
41. ↑  "Meet the kakapo: Breeding". Kakapo Recovery (بالإنجليزية). Archived from the original on 2021-02-24. Retrieved 2013-09-03.
42. 1 2 3 4 5 6 7 8  Ballance, Alison (2018). Kākāpō: rescued from the brink of extinction (بالإنجليزية) (2nd revised ed.). Nelson, New Zealand: Potton and Burton. ISBN:9781877517273.
43. 1 2  Eason, Daryl K.; Elliott, Graeme P.; Merton, Don V.; Jansen, Paul W.; Harper, Grant A.; Moorhouse, Ron J. (2006). "Breeding biology of kakapo (Strigops habroptilus) on offshore island sanctuaries, 1990–2002" (PDF). Notornis (بالإنجليزية). 54 (1): 27–36. Archived (PDF) from the original on 2022-10-09.
44. ↑  Cottam, Yvette; Merton, Don V.; Hendriks, Wouter (2006). "Nutrient composition of the diet of parent-raised kakapo nestlings" (PDF). Notornis (بالإنجليزية). 53 (1): 90–99. Archived (PDF) from the original on 2022-10-09.
45. ↑  "Conserving the kakapo". Understanding Evolution (بالإنجليزية). University of California, Berkeley. Apr 2006. Archived from the original on 2022-10-12. Retrieved 2008-03-22.
46. ↑  Sutherland, William J. (2002). "Conservation biology: Science, sex and the kakapo". Nature (بالإنجليزية). 419 (6904): 265–266. Bibcode:2002Natur.419..265S. DOI:10.1038/419265a. PMID:12239554. S2CID:52871178.
47. ↑  Gray، R. S. (1977). The kakapo (Strigops habroptilus, Gray 1847), its food, feeding and habitat in Fiordland and Maud Island (Thesis). MSc thesis. Massey University, Palmerston North, New Zealand.
48. ↑  Lopez-Calleja, M. Victoria; Bozinovic, F. (2000). "Energetics and nutritional ecology of small herbivorous birds". Revista Chilena de Historia Natural (بالإنجليزية). 73 (3): 411–420. DOI:10.4067/S0716-078X2000000300005.
49. ↑  Boast, Alexander P.; Wood, Jamie R.; Bolstridge, Nicola; Perry, George L. W.; Wilmshurst, Janet M. (28 Mar 2023). "Ancient and modern scats record broken ecological interactions and a decline in dietary breadth of the critically endangered kākāpō parrot (Strigops habroptilus)". Frontiers in Ecology and Evolution (بالإنجليزية). 11: 1058130. DOI:10.3389/fevo.2023.1058130. ISSN:2296-701X. Archived from the original on 2023-04-05.{{استشهاد بدورية محكمة}}:  صيانة الاستشهاد: دوي مجاني غير معلم (link)
50. ↑  "Assessment Details". nztcs.org.nz (بالإنجليزية). Archived from the original on 2022-12-02. Retrieved 2021-10-06.
51. ↑  "The history of kākāpō". www.doc.govt.nz (بNew Zealand English). Department of Conservation. Archived from the original on 2023-02-08. Retrieved 2020-07-04.
52. ↑  "Wildlife Act 1953". New Zealand Legislation (بالإنجليزية). Parliamentary Counsel Office. Archived from the original on 2022-10-15. Retrieved 2022-01-18.
53. ↑  "Appendices | CITES". cites.org (بالإنجليزية). Archived from the original on 2023-03-04. Retrieved 2022-01-14.
54. 1 2 3 4 5 6  Tipa, Rob (2006). "Short note: Kakapo in Māori lore" (PDF). Notornis (بالإنجليزية). 53 (1): 193–194. Archived (PDF) from the original on 2022-10-09.
55. 1 2  Heather, Barrie; Robertson, Hugh (2005). The Field Guide to the Birds of New Zealand (بالإنجليزية). illustrated by Derek Onley (revised ed.). Viking.
56. 1 2  Williams, G.R. (1956). "The kakapo (Strigops habroptilus, Gray): A review and reappraisal of a near-extinct species" (PDF). Notornis (بالإنجليزية). 7 (2): 29–56. Archived (PDF) from the original on 2022-10-09.
57. 1 2  Best, Elsdon (1977) [1942]. "Bird Lore: How birds were taken – Kākāpō (Strigops habroptilus)". Forest Lore of the Maori. Memoirs of the Polynesian Society. 18. Dominion Museum bulletin (بالإنجليزية). Wellington, New Zealand: E.C. Keating, Government Printer. Vol. 14. pp. 170–175. OCLC:639613989. Archived from the original on 2023-02-26. Retrieved 2012-05-11.
58. ↑  Bergner, Laura M.; Dussex, Nicolas; Jamieson, Ian G.; Robertson, Bruce C. (2016). "European colonization, not Polynesian arrival, impacted population size and genetic diversity in the critically endangered New Zealand kākāpō". Journal of Heredity (بالإنجليزية). 107 (7): 593–602. DOI:10.1093/jhered/esw065. ISSN:0022-1503. PMID:27694405.
59. ↑  Sutherland, W.J. (2002). "Conservation biology: Science, sex, and the kakapo". Nature (بالإنجليزية). 419 (6904): 265–266. Bibcode:2002Natur.419..265S. DOI:10.1038/419265a. PMID:12239554. S2CID:52871178.
60. ↑  Murphy, E.; Dowding, J. (1995). "Ecology of the stoat in Nothofagus forest: home range, habitat use and diet at different stages of the beech mast cycle" (PDF). New Zealand Journal of Ecology (بالإنجليزية). 19 (2): 97–109. Archived (PDF) from the original on 2022-10-09.
61. 1 2  Hill, S.؛ Hill, J. (1987). Richard Henry of Resolution Island. Dunedin: John McIndoe.
62. 1 2  "Last Chance to See". Last Chance to See (بالإنجليزية). 4 Oct 2009. BBC. BBC Two. Archived from the original on 2021-12-31.
63. ↑  Donald, Paul F.; Collar, Nigel J.; Marsden, Stuart J.; Pain, Deborah J. (2010). Facing Extinction: The World's Rarest Birds and the Race to Save Them (بالإنجليزية). London: T & A D Poyser. p. 167. ISBN:978-0-7136-7021-9.
64. ↑  Powlesland, R.G.; Roberts, A.; Lloyd, B.D.; Merton, D.V. (1995). "Number, fate and distribution of kakapo (Strigops habroptilus) found on Stewart Island, New Zealand, 1979–92". New Zealand Journal of Zoology (بالإنجليزية). 22 (3): 239–248. DOI:10.1080/03014223.1995.9518039.
65. ↑  Karl, B.J; Best, H.A. (1982). "Feral cats on Stewart Island: their foods and their effects on kakapo". New Zealand Journal of Zoology (بالإنجليزية). 9 (2): 287–294. DOI:10.1080/03014223.1982.10423857.
66. 1 2 3 4  Lloyd, B.D.; Powlesland, R.G. (1994). "The decline of kakapo Strigops habroptilus and attempts at conservation by translocation". Biological Conservation (بالإنجليزية). 69 (1): 75–85. DOI:10.1016/0006-3207(94)90330-1.
67. ↑  Powlesland، R. G. (1989). Kakapo recovery plan 1989–1994. Wellington: Department of Conservation.
68. ↑  "Little Barrier Island" (بالإنجليزية). Kakapo Recovery. Archived from the original on 2021-02-25. Retrieved 2014-03-05.
69. ↑  Whitehead، Joanna K. (2007). Breeding success of adult female kakapo (Strigops habroptilus) on Codfish Island (Whenua Hou): correlations with foraging home ranges and habitat selection (MSc thesis). Lincoln University. hdl:10182/640.
70. ↑  "Updates: June to September 2005" (بالإنجليزية). Kakapo Recovery. Archived from the original on 2013-06-16. Retrieved 2009-04-12.
71. 1 2 3  Elliott, G.P.; Merton, D.V.; Jansen, P. W. (2001). "Intensive management of a critically endangered species: the kakapo". Biological Conservation (بالإنجليزية). 99 (1): 121–133. DOI:10.1016/S0006-3207(00)00191-9.
72. ↑  Powlesland, R.G.; Lloyd, B.D. (1994). "Use of supplementary feeding to induce breeding in free-living kakapo Strigops habroptilus in New Zealand". Biological Conservation (بالإنجليزية). 69 (1): 97–106. DOI:10.1016/0006-3207(94)90332-8.
73. ↑  Robertson, B.C.; Elliott, G.P.; Eason, D.K.; Clout, M.N.; Gemmell, N.J. (2006). "Sex allocation theory aids species conservation". Biology Letters (بالإنجليزية). 2 (2): 229–231. DOI:10.1098/rsbl.2005.0430. PMC:1618899. PMID:17148369.
74. ↑  Ballance, A. (17 Jan 2019). "Super-studs & hitting the reset button". RNZ (بالإنجليزية). Archived from the original on 2021-03-08. Retrieved 2019-01-21.
75. ↑  Evans, Kate (14 Mar 2020). "How the world's fattest parrot came back from the brink". The Guardian (بالإنجليزية). Archived from the original on 2022-09-26. Retrieved 2020-03-15.
76. ↑  Cresswell، M. (1996). Kakapo recovery plan 1996–2005. Threatened Species Recovery Plan No. 21 . Wellington: Department of Conservation.
77. ↑  McNeilly, Hamish (30 Jul 2011). "Kakapo overcrowding may force return to island". Otago Daily Times Online News (بالإنجليزية). Archived from the original on 2022-11-08. Retrieved 2018-12-04.
78. ↑  "A Plan for the Future 2006–2016" (بالإنجليزية). Kakapo Recovery. Archived from the original on 2018-01-27. Retrieved 2018-12-26.
79. ↑  Anderson, Charles (13 Jun 2019). "World's fattest parrot, the endangered kākāpō, could be wiped out by fungal infection". The Guardian (بالإنجليزية). Archived from the original on 2022-08-08. Retrieved 2019-06-13.
80. ↑  Van Velthooven, Emily. "Spate of kākāpo deaths 'the devastating outcome of the really great breeding season'" (بالإنجليزية). One News. Archived from the original on 2022-11-11. Retrieved 2019-06-13.
81. ↑  NZPA (11 Mar 2009). "Kakapo population over 100 mark". stuff.co.nz (بالإنجليزية). Archived from the original on 2021-12-30.
82. ↑  NZPA (11 Apr 2009). "Keeping kakapo alive". stuff.co.nz (بالإنجليزية). Archived from the original on 2021-03-08.
83. ↑  "Kākāpō males 'boom' on as legendary bird dies". DOC (بالإنجليزية). 13 Jan 2011. Archived from the original on 2022-12-08. Retrieved 2018-12-04.
84. ↑  "Kakapo relocated to raise chicks" (بالإنجليزية). stuff.co.nz. 15 Apr 2012. Archived from the original on 2021-12-31. Retrieved 2012-04-16.
85. ↑  Harvie, Will (17 Mar 2014). "Kakapo sculptures hidden in Christchurch". Stuff.co.nz (بالإنجليزية). Archived from the original on 2014-03-17. Retrieved 2014-03-17.
86. ↑  "Journey – A new work by Sayraphim Lothian with support from Gap Filler" (بالإنجليزية). Archived from the original on 2014-03-17. Retrieved 2014-03-17.
87. ↑  "News and updates from the Kākāpō Recovery Team". createsend.com (بالإنجليزية). Archived from the original on 2018-08-22. Retrieved 2018-10-02.
88. ↑  "Breaking news from one of the world's favourite birds - New Zealand's rare flightless parrot, the kākāpō". radionz.co.nz (بالإنجليزية). Mar 2019. Archived from the original on 2022-03-31. Retrieved 2019-03-02.
89. ↑  "News and updates from the Kākāpō Recovery Team". govt.nz (بالإنجليزية). Archived from the original on 2022-08-16. Retrieved 2019-03-02.
90. ↑  takapodigs (17 Aug 2019). "200 #kakapo! The population has reached 200 today, with the latest chick (Esperance-3-B-19) becoming a juvenile - when we add birds to the official tally. There are probably more kākāpō alive now than at any time for ≥70 years. #kakapo2019 #conservation pic: @deidre_vercoe" (تغريدة) (بالإنجليزية).
91. ↑  Craymer, Lucy (9 Aug 2022). "New Zealand's endangered kakapo parrot gets a big population boost". Reuters (بالإنجليزية). Archived from the original on 2022-10-16. Retrieved 2022-08-10.
92. ↑  "Kākāpō return to mainland in historic translocation". Department of Conservation (بالإنجليزية). Archived from the original on 2025-05-08. Retrieved 2023-07-21.
93. ↑  Caballar, Rina Diane (29 Nov 2023). "New Zealand's quest to save its rotund, flightless parrots". Knowable Magazine (بالإنجليزية). DOI:10.1146/knowable-112823-2. Archived from the original on 2025-05-24. Retrieved 2023-12-19.
94. ↑  "Kākāpō Recovery Programme". Meridian Energy (بالإنجليزية). 10 Jul 2024. Archived from the original on 2025-06-24. Retrieved 2025-05-07.
95. 1 2 3 4 5 6  Riley، Murdoch (2001). Maori Bird Lore; An introduction. Viking Sevenseas NZ LTD.
96. 1 2 3 4 5  Morris, Rod; Smith, Hal (1995). Wild South: Saving New Zealand's endangered birds (بالإنجليزية). New Zealand: Random House.
97. 1 2 3 4  "New Zealand Maōri and the kākāpō" (بالإنجليزية). Kakapo Recovery. 2015. Archived from the original on 2021-02-24. Retrieved 2016-05-18.
98. ↑  "Kakapo feather cloak". Search the collection database (بالإنجليزية). British Museum. Archived from the original on 2021-12-30. Retrieved 2010-08-01.
99. 1 2 3  Crowe، Andrew (2001). Which New Zealand Bird?. Penguin.
100. ↑  "Gerald Durrell's career" (بالإنجليزية). durrellwildlife.org. Archived from the original on 2007-07-25. Retrieved 2007-08-08.
101. ↑  "The Unnatural History of the Kakapo" (بالإنجليزية). Elwin.co.nz. Archived from the original on 2023-01-25. Retrieved 2012-01-15.
102. ↑  McNeilly, Hamish (10 Jan 2009). "Fry making kakapo doco". Otago Daily Times (بالإنجليزية). Archived from the original on 2023-03-08. Retrieved 2009-01-09.
103. ↑  Starmer-Smith, Charles (1 Feb 2010). "Parrot that tried to mate with Mark Carwardine is given a government role". The Telegraph (بالإنجليزية). Archived from the original on 2022-01-12. Retrieved 2018-12-09.
104. ↑  Beckman, Brittany Levine (13 Jul 2017). "Cult of the party parrot: How a ridiculous bird became an emoji hero". Mashable (بالإنجليزية). Archived from the original on 2022-10-13. Retrieved 2020-04-09.
105. ↑  "Wild Pacific – Strange Evolutions". IMDb (بالإنجليزية). Archived from the original on 2021-12-30. Retrieved 2011-03-29.
106. ↑  "The Living Planet [episode 10]". Top Documentary Films (بالإنجليزية). Archived from the original on 2022-12-07.
107. ↑  New Zealand Earth's Mythical Islands (video) (بالإنجليزية). BBC. Archived from the original on 2022-08-14.
108. ↑  One News New Zealand (28 Jan 2019). Saxophonist wanted by DOC to get endangered kākāpō in breeding mood with romantic music 1 NEWS NOW (video) (بالإنجليزية). Archived from the original on 2020-04-26. Retrieved 2019-06-27.
109. ↑  Taylor, Phil (16 Nov 2020). "Kākāpō, the world's fattest parrot, named New Zealand's bird of the year for 2020". The Guardian (بالإنجليزية). ISSN:0261-3077. Archived from the original on 2023-03-08. Retrieved 2020-11-17.
110. ↑  Grantham-Philips, Wyatte. "Kākāpō victorious: World's fattest parrot wins New Zealand Bird of the Year 2020". USA TODAY (بالإنجليزية). Archived from the original on 2023-03-08. Retrieved 2020-11-17.

### قراءة موسعة

#### مقالات
- Günther Steinig (1962). "Eulenpapagei oder Kakapo (Strigops habroptilus)". Brehms Exotische Vogelwelt (بالألمانية). Berlin: Safari. pp. 62–71.
- Jim Rearden (1978). "Die letzten Tage des Kakapo". GEO (بالألمانية). Hamburg: G+J Medien GmbH. pp. 88–102. ISSN:0342-8311.
- R. L. Schreiber, A. W. Diamond, H. Stern, G. Thielcke (1987). "Eulenpapagei: Brummend balzt das letzte Männchen". Rettet die Vogelwelt (بالألمانية). Ravensburg: O. Maier. pp. 198–201. ISBN:3-473-46160-1.{{استشهاد بمجلة}}:  صيانة الاستشهاد: أسماء متعددة: قائمة المؤلفين (link)

#### الكُتب
- Ballance, Alison (2018) [2010]. Kākāpō: Rescued from the brink of extinction (بالإنجليزية) (2nd ed.). Nelson: Craig Potton Publishing. ISBN:978-1-877517-27-3.
- Butler, David (1989). Quest for the kakapo (بالإنجليزية). Auckland: Heinemann Reed. ISBN:978-0-7900-0065-7.
- Climo, Gideon; Ballance, Alison (1997). Hoki: The story of a kakapo (بالإنجليزية). Auckland: Godwit. ISBN:978-1-86962-009-7.
- Jones, Jenny (2003). The kakapo (بالإنجليزية). Auckland: Reed. ISBN:978-1-86948-662-4.
- Schreiber, R.L.; Diamond, A.W.; Stern, H.; Thielcke, G., eds. (1987). "Eulenpapagei. Brummend balzt das letzte Männchen". Rettet die Vogelwelt (بالإنجليزية). Ravensburg: O. Maier. pp. 198–201. ISBN:3-473-46160-1.
- Adams, Douglas; Carwardine, Mark (1990). Last Chance to See (بالإنجليزية). Pan Books. ISBN:978-0-345-37198-0.
- Cemmick, David; Veitch, Dick (1987). Kakapo Country: The story of the world's most unusual bird (بالإنجليزية). Foreword by David Bellamy. Photos by D. Cemmick. Auckland: Hodder & Stoughton. ISBN:0-340-41647-5.
- Morris, Rod; Smith, Hal (1988). Wild South. Saving New Zealand's endangered birds (بالإنجليزية). Auckland: TVNZ and Century Hutchinson. ISBN:1-86941-043-2.
- Temple, Philip; Gaskin, Chris (1988). The Story of the kakapo. Parrot of the Night (بالإنجليزية). Auckland: Hodder & Stoughton. ISBN:0-340-51967-3. Prizewinner: Children's Picture Book of the Year Award 1990
- Powlesland, Ralph (1989). Kakapo Recovery Plan 1989–1994 (بالإنجليزية). Wellington: Department of Conservation (DOC). ISBN:0-478-01114-8.
- Cresswell, Mary (1996). Kakapo Recovery Plan 1996–2005 (PDF). Kakapo Management Group. Threatened Species Recovery Plan (بالإنجليزية). Wellington: Department of Conservation (DoC). ISBN:0-478-01773-1. No. 21. Archived from the original (PDF) on 2007-11-10 – via kakaporecovery.org.nz.
- Merton, Don (1999). "Kakapo". In Higgins, P.J. (ed.). Handbook of Australian, New Zealand, and Antarctic Birds (بالإنجليزية). Melbourne: Oxford University Press. pp. 633–646. ISBN:0-19-553071-3. Bd 4. RAOU.
- Hutching, Gerard (2004). Back from the Brink: The fight to save our endangered birds (بالإنجليزية). Auckland: Penguin Books. ISBN:0-14-301948-1.

### الدَّوريَّات المُحكمة
- Williams, Murray; Merton, Don (2006). "Saving kakapo: An illustrated history" (PDF). Notornis (بالإنجليزية). 53 (1). Archived (PDF) from the original on 2022-10-09.
- "A celebration of kakapo". Notornis (بالإنجليزية). Wellington, NZ: Ornithological Society of New Zealand. 53 (Special). Jan 2006. ISSN:0029-4470. Archived from the original on 2022-01-22.
- Powlesland, R.G.; Roberts, A.; Lloyd, B.D.; Merton, D. (1995). "Number, fate, and distribution of Kakapo (Strigops habroptilus) found on Stewart Island, New Zealand 1979–1992" (PDF). New Zealand Journal of Zoology (بالإنجليزية). 22 (3): 239–248. DOI:10.1080/03014223.1995.9518039. ISSN:0301-4223. Archived from the original (PDF) on 2004-09-22 – via rsnz.org.
- Merton, Don V.; Morris, Rodney B.; Atkinson, Ian A.E. (1984). "Lek behaviour in a parrot: The kakapo Strigops habroptilus of New Zealand". Ibis (بالإنجليزية). Oxford. 126. ISSN:0019-1019.

#### المَجَلَّات
- Steinig, Günther, ed. (Feb 1963). "Eulenpapagei oder Kakapo (Strigops habroptilus)". Brehms Exotische Vogelwelt (بالألمانية). Berlin: Safari. pp. 62–71. Die Darstellung folgt vor allem Beobachtungen frühen Erforschern Neuseelands, wie Julius Haast, Georg Grey und Lyall.
- Rearden, Jim (Feb 1978). "Die letzten Tage des Kakapo". Geo-Magazin. (بالألمانية). Hamburg. pp. 88–102. ISSN:0342-8311. über die Erhaltungsbemühungen in Fiordland
- "Vom Leben eines totgesagten Vogels". Geo-Magazin. (بالألمانية). Hamburg. Oct 2006. pp. 176–180. ISSN:0342-8311.
- Higham, Tim (Jul–Sep 1992). "The kakapo of Codfish Island l". New Zealand Geographic (بالإنجليزية). Vol. 15. pp. 30–38. ISSN:0113-9967.
- Grzelewski, Derek (Mar–Apr 2002). "Kakapo: Bird on the brink". New Zealand Geographic Magazine (بالإنجليزية). Ohakune. Vol. 56. ISSN:0113-9967. Archived from the original on 2006-07-20.

## وصلات خارجية
- الببغاء من الموسوعة العربية العالمية. (بالعربية)
- صندوق الببغاوات العالمي موسوعة الببغاوات؛— معلوماتٌ عن جميع الأنواع. (بالإنجليزية)
- نيوزيلندا؛ أرض معزولة تسكنها غرائب مُقتَبَسٌ من كتاب ما وراء الطبيعة لأرسطو. (بالعربية)
- أغربُ بَبَّغاءٍ في العالَم: كاكابو؛ طَائِرٌ قد لا نراهُ يومًا. (بالعربية)
- فريق إنقاذ كاكابو نسخة محفوظة 6 يناير 2009 على موقع واي باك مشين.. (بالإنجليزية)
- الكاكابو على موقع (TerraNature).
- قسم الحِماية في نيوزيلندا صفحة كاكابو. (بالإنجليزية)
- الببغاء النادر يتلقى رعاية خاصة – مقال من بي بي سي. (بالإنجليزية)
- بداية موسم التكاثر 2009. (بالإنجليزية)
- أركيف – صور وأفلام لِلكاكابو. (بالإنجليزية)
- كاكابو في رحلة عودة ناجحة نسخة محفوظة 13 نوفمبر 2012 على موقع واي باك مشين.مؤرشف من على موقع ويب سايت. (بالإنجليزية)
- إنقاذ كاكابو: تاريخ مُصورٌ من تأليف موراي ويليامز ودونالد ميرتون، في: 'دوريَّة نوتورنيس، العَدد. 53/1، 2006' نسخة محفوظة 18 May 2017 على موقع واي باك مشين. الخلاصة؛ مُقدمة من جمعية علم الطيور في نيوزيلندا. (بالإنجليزية)
- أخبار مُستكشِفُوا الحياة البَرِّيَّةِ، ومقاطع من أرشيف بي بي سي. (بالإنجليزية)
- مُقابلةٌ مع الناشطَينِ في مجال الحِمَاية على البيئة النيوزيلندية أليسون بالانس والراحل دون ميرتون. (بالإنجليزية)
- عَمَلِيَّة تَزَاوُج الكاكابو - فيديو على؛ قَنَاة قسم الانحفاظ. (بالإنجليزية)
- معلومات عن الكاكابو على موقع طيور نيوزيلندا. (بالإنجليزية)
- لقطات فيديو من بي بي سي تَضُمُّ: الفرصة الأخيرة للرؤية. (بالإنجليزية)
- كاكابو - فيديو من أبريل 2003، مع لقطاتٍ لِلكاكابو (ريتشارد هنري) وجزيرة تشالكي، من يوتيوب. (بالإنجليزية)